# A Conan, a detektív epizódjainak listája
Ez a lista a Conan, a detektív (名探偵コナン; Meitantei Conan) című japán detektív-manga- és animesorozatának epizódjait mutatja be.

## Epizódlista

### 1996
| #       | Epizód címe | Első japán sugárzás | Első magyar sugárzás |
| ------- | --- | ------------------- | -------------------- |
| 1 (1)   | A modern kor mesterdetektívje Jet Coaster Szacudzsin Dzsiken (ジェットコースター殺人事件)                               | 1996. január 8.     | 2009. március 19.    |
| 2 (2)   | A milliárdos iparmágnás elrabolt lánya Sacsó Reidzsó Júkai Dzsiken (社長令嬢誘拐事件)                                   | 1996. január 15.    | 2009. március 19.    |
| 3 (3)   | A bűnös te vagy! Idol Missicu Szacudzsin Dzsiken (アイドル密室殺人事件)                                                 | 1996. január 22.    | 2009. március 26.    |
| 4 (4)   | A csillogó hal Dai Tokai Angó Map Dzsiken (大都会暗号マップ事件)                                                        | 1996. január 29.    | 2009. március 26.    |
| 5 (5)   | Robbanás a Sinkanszen-en Sinkanszen Dai Bakuha Dzsiken (新幹線大爆破事件)                                               | 1996. február 5.    | 2009. április 2.     |
| 6 (6)   | A Valentin napi gyilkosság Valentine Szacudzsin Dzsiken (バレンタイン殺人事件)                                          | 1996. február 12.   | 2009. április 2.     |
| 7 (7)   | A titokzatos Ajándék-rejtély Cukicsi Present Kjóhaku Dzsiken (月ちプレゼント脅迫事件)                                   | 1996. február 19.   | 2009. április 9.     |
| 8 (8)   | Gyilkosság a múzeumban Bidzsucukan Owner Szacudzsin Dzsiken (美術館オーナー殺人事件)                                    | 1996. február 26.   | 2009. április 9.     |
| 9 (9)   | A fesztivál-gyilkossági eset Tenkaicsi Jomacuri Szacudzsin Dzsiken (天下一夜祭殺人事件)                                 | 1996. március 4.    | 2009. április 16.    |
| 10 (10) | A sportoló zsarolása Pro Soccer Szensu Kyóhaku Dzsiken (プロサッカー選手脅迫事件)                                       | 1996. március 11.   | 2009. április 16.    |
| 11 (11) | A Holdfény szonáta-gyilkosság - 1. rész Piano Sonata "Gekkō" Szacudzsin Dzsiken (ピアノソナタ「月光」殺人事件)          | 1996. április 8.    | 2009. április 23.    |
| 11 (12) | A Holdfény szonáta-gyilkosság - 2. rész Piano Sonata "Gekkō" Szacudzsin Dzsiken (ピアノソナタ「月光」殺人事件)          | 1996. április 8.    | 2009. április 23.    |
| 12 (13) | Ayumi elrablása Ajumi-csan Júkai Dzsiken (歩美ちゃん誘拐事件)                                                           | 1996. április 15.   | 2009. április 30.    |
| 13 (14) | Embervadászat Kimjó na Hito Szagasi Szacudzsin Dzsiken (奇妙な人捜し殺人事件)                                           | 1996. április 22.   | 2009. április 30.    |
| 14 (15) | Az orvlövész titkos üzenete Nazo no Massage Szogeki Dzsiken (謎のメッセージ狙撃事件)                                    | 1996. április 29.   | 2009. május 7.       |
| 15 (16) | Az eltűnt holttest rejtélye Kieta Sitai Szacudzsin Dzsiken (消えた死体殺人事件)                                         | 1996. május 13.     | 2009. május 7.       |
| 16 (17) | A régiséggyűjtő halála Kottóhin Collector Szacudzsin Dzsiken (骨董品コレクター殺人事件)                                 | 1996. május 20.     | 2009. május 14.      |
| 17 (18) | Az áruházi rablás Department Jack Dzsiken (デパートジャツク事件)                                                        | 1996. május 27.     | 2009. május 14.      |
| 18 (19) | Az esküvői gyilkosság Rokugacu no Hanajome Szacudzsin Dzsiken (6月の花嫁殺人事件)                                       | 1996. június 3.     | 2009. május 21.      |
| 19 (20) | Gyilkosság a liftben Elevator Szacudzsin Dzsiken (エレベーター殺人事件)                                                 | 1996. június 10.    | 2009. május 21.      |
| 20 (21) | A kísértetjárta öreg birtok Júreijasiki Szacudzsin Dzsiken (幽霊屋敷殺人事件)                                           | 1996. június 17.    | 2009. május 28.      |
| 21 (22) | Gyilkosság a forgatáson TV Drama Loc. Szacudzsin Dzsiken (TVドラマロケ殺人事件)                                         | 1996. június 24.    | 2009. május 28.      |
| 22 (23) | Sorozatgyilkos az üdülőhajón - 1. rész Góka Kjakuszen Renzoku Szacudzsin Dzsiken (Zenpen) (豪華客船連続殺人事件(前編))  | 1996. július 1.     | 2009. június 4.      |
| 23 (24) | Sorozatgyilkos az üdülőhajón - 2. rész Góka Kjakuszen Renzoku Szacudzsin Dzsiken (Kóhen) (豪華客船連続殺人事件(後編))   | 1996. július 8.     | 2009. június 4.      |
| 24 (25) | Az amnéziás szépség esete Nazo no Bidzso Kioku Szósicu Dzsiken (謎の美女記憶喪失事件)                                   | 1996. július 15.    | 2009. június 11.     |
| 25 (26) | Az ál-emberrablás esete Icuvari no Mino Siro Kin Júkai Dzsiken (偽りの身代金誘拐事件)                                   | 1996. július 22.    | 2009. június 11.     |
| 26 (27) | John és a gyilkos esete Aiken John Szacudzsin Dzsiken (愛犬ジョン殺人事件)                                              | 1996. július 29.    | 2009. június 18.     |
| 27 (28) | Kogoro bácsi osztálytalálkozója - 1. rész Kogoro no Dószókai Szacudzsin Dzsiken (Zenpen) (小五郎の同窓会殺人事件(前編)) | 1996. augusztus 5.  | 2009. június 18.     |
| 28 (29) | Kogoro bácsi osztálytalálkozója - 2. rész Kogoro no Dószókai Szacudzsin Dzsiken (Kóhen) (小五郎の同窓会殺人事件(後編))  | 1996. augusztus 12. | 2009. június 25.     |
| 29 (30) | A számítógépes gyilkosság Computer Szacudzsin Dzsiken (コンピューター殺人事件)                                          | 1996. augusztus 19. | 2009. június 25.     |
| 30 (31) | Az alibis gyilkossági eset Alibi Sógen Szacudzsin Dzsiken (アリバイ証言殺人事件)                                        | 1996. augusztus 26. | 2009. július 2.      |
| 31 (32) | Gyilkosság a tévéstudióban Televi-kyoku Szacudzsin Dzsiken (テレビ局殺人事件)                                           | 1996. szeptember 2. | 2009. július 2.      |
| 32 (33) | Gyilkosság a kávézóban Coffee Shop Szacudzsin Dzsiken (コーヒーショップ殺人事件)                                        | 1996. szeptember 9. | 2009. július 9.      |
| 33 (34) | A detektív túlélőtúra Tantei-dan Survival Dzsiken (探偵団サバイバル事件)                                                | 1996. október 14.   | 2009. július 9.      |
| 34 (35) | Gyilkosság a hegyi villában - 1. rész Szanszó Hótai Otoko Szacudzsin Dzsiken (Zenpen) (山荘包帯男殺人事件(前編))        | 1996. október 21.   | 2009. július 16.     |
| 35 (36) | Gyilkosság a hegyi villában - 2. rész Szanszó Hótai Otoko Szacudzsin Dzsiken (Kóhen) (山荘包帯男殺人事件(後編))         | 1996. október 28.   | 2009. július 16.     |
| 36 (37) | A hétfő esti fél nyolcas gyilkosság Gecujó Joru Sicsidzsi Szandzsúpun Szacudzsin Dzsiken (月曜夜7時30分殺人事件)        | 1996. november 4.   | 2009. július 23.     |
| 37 (38) | A kaktuszvirág-gyilkosság Szaboten no Hana Szacudzsin Dzsiken (サボテンの花殺人事件)                                    | 1996. november 11.  | 2009. július 23.     |
| 38 (39) | Gyilkosság a Vörös Démon falui fesztiválon Akaoni Mura Himacuri Szacudzsin Dzsiken (赤鬼村火祭殺人事件)                 | 1996. november 18.  | 2009. július 30.     |
| 39 (40) | Gyilkosság az örökösnő buliján - 1. rész Siszanka Reidzsó Szacudzsin Dzsiken (Zenpen) (資産家令嬢殺人事件(前編))        | 1996. november 25.  | 2009. július 30.     |
| 40 (41) | Gyilkosság az örökösnő buliján - 2. rész Siszanka Reidzsō Szacudzsin Dzsiken (Kóhen) (資産家令嬢殺人事件(後編))         | 1996. december 2.   | 2009. augusztus 6.   |
| 41 (42) | A tönkretett zászló esete Júsóki Kiriszaki Dzsiken (優勝旗切り裂き事件)                                                 | 1996. december 9.   | 2009. augusztus 6.   |
| 42 (43) | Gyilkosság a karaoke bárban Karaoke Box Szacudzsin Dzsiken (カラオケボックス殺人事件)                                   | 1996. december 16.  | 2009. augusztus 13.  |

### 1997
| #       | Epizód címe | Első japán sugárzás  | Első magyar sugárzás |
| ------- | --- | -------------------- | -------------------- |
| 43 (44) | Edogawa Conan, elrabolva! Edogava Conan Júkai Dzsiken (江戸川コナン誘拐事件)                                        | 1997. január 13.     | 2009. augusztus 13.  |
| 44 (45) | Gyilkosság a Hotta családban Hotta Szankjódai Szacudzsin Dzsiken (堀田三兄弟殺人事件)                               | 1997. január 20.     | 2009. augusztus 20.  |
| 45 (46) | A gyilkos arcpakolás Kao pack Szacudzsin Dzsiken (顔パック殺人事件)                                                 | 1997. január 27.     | 2009. augusztus 20.  |
| 46 (47) | Gyilkosság a hófödte hegyen Jukijama Szanszó Szacudzsin Dzsiken (雪山山荘殺人事件)                                  | 1997. február 3.     | 2009. augusztus 27.  |
| 47 (48) | A műugró gyilkosság Sports Club Szacudzsin Dzsiken (スポーツクラブ殺人事件)                                         | 1997. február 10.    | 2009. augusztus 27.  |
| 48 (49) | A diplomata gyilkosa - 1. rész Gaikókan Szacudzsin Dzsiken (Zenpen) (外交官殺人事件(前編))                          | 1997. február 17.    | 2009. szeptember 3.  |
| 49 (50) | A diplomata gyilkosa - 2. rész Gaikókan Szacudzsin Dzsiken (Kóhen) (外交官殺人事件(後編))                           | 1997. február 24.    | 2009. szeptember 3.  |
| 50 (51) | Gyilkosság a könyvtárban Tosokan Szacudzsin Dzsiken (図書館殺人事件)                                                | 1997. március 3.     | 2009. szeptember 10. |
| 51 (52) | Gyilkosság a golfpályán Golf Rensuudzsó Szacudzsin Dzsiken (ゴルフ練習場殺人事件)                                   | 1997. március 10.    | 2009. szeptember 10. |
| 52      | A ködkobold legendája (1 órás kiadás) Kiri-tengu Denszecu Szacudzsin Dzsiken (霧天狗伝説殺人事件)                   | 1997. március 17.    |                      |
| 53      | A rejtélyes fegyver Nazo no Kjóki Szacudzsin Dzsiken (謎の凶器殺人事件)                                             | 1997. április 7.     |                      |
| 54      | A játékcégi gyilkosság Game Szacudzsin Dzsiken (ゲーム会社殺人事件)                                                 | 1997. április 14.    |                      |
| 55      | Vonat-trükkös gyilkosság Ressa Trick Szacudzsin Dzsiken (列車トリック殺人事件)                                      | 1997. április 21.    |                      |
| 56      | Naphalas gyilkosság Odzsamanbó Szacudzsin Dzsiken (おじゃマンボウ殺人事件)                                          | 1997. április 28.    |                      |
| 57      | Gyilkosság Holmes rajongók közt 1. rész Holmes Freak Szacudzsin Dzsiken (Zenpen) (ホームズフリーク殺人事件(前編))   | 1997. május 5.       |                      |
| 58      | Gyilkosság Holmes rajongók közt 2. rész Holmes Freak Szacudzsin Dzsiken (Kóhen) (ホームズフリーク殺人事件(後編))    | 1997. április 12.    |                      |
| 59      | Az első vásárlás gyilkossági esete Hadzsimete no Ocukai Szacudzsin Dzsiken (初めてのお使い殺人事件)                 | 1997. április 19.    |                      |
| 60      | Egy illusztrátor halála Illustrator Szacudzsin Dzsiken (イラストレーター殺人事件)                                   | 1997. április 26.    |                      |
| 61      | Szellemhajós gyilkosság 1. rész Júreiszen Szacudzsin Dzsiken (Zenpen) (幽霊船殺人事件(前編))                        | 1997. június 2.      |                      |
| 62      | Szellemhajós gyilkosság 2. rész Júreiszen Szacudzsin Dzsiken (Kóhen) (幽霊船殺人事件(後編))                         | 1997. június 9.      |                      |
| 63      | A Gomera szörny gyilkossága Ókaidzsú Gomera Szacudzsin Dzsiken (大怪獣ゴメラ殺人事件)                               | 1997. június 16.     |                      |
| 64      | A harmadik ujjlenyomat Daiszan no Simon Szacudzsin Dzsiken (第3の指紋殺人事件)                                      | 1997. június 23.     |                      |
| 65      | Rákok és bálna Kani to Kudzsira Júkai Dzsiken (カニとクジラ誘拐事件)                                                | 1997. június 30.     |                      |
| 66      | Éji úti gyilkosság Kurajami no Micsi Szacudzsin Dzsiken (暗闇の道殺人事件)                                          | 1997. július 7.      |                      |
| 67      | Egy színésznő megölése Butai Dzsojú Szacudzsin Dzsiken (舞台女優殺人事件)                                           | 1997. július 14.     |                      |
| 68      | Az Éjszaka Bárója 1. rész Jami no Dansaku Szacudzsin Dzsiken (Dzsikenhen) (闇の男爵殺人事件(事件篇))                | 1997. július 21.     |                      |
| 69      | Az Éjszaka Bárója 2. rész Jami no Dansaku Szacudzsin Dzsiken (Givakuhen) (闇の男爵殺人事件(疑惑篇))                 | 1997. július 28.     |                      |
| 70      | Az Éjszaka Bárója 3. rész Jami no Dansaku Szacudzsin Dzsiken (Kaikecuhen) (闇の男爵殺人事件(解決篇))                | 1997. augusztus 4.   |                      |
| 71      | Egy kukkoló megölése Stalker Szacudzsin Dzsiken (ストーカー殺人事件)                                                | 1997. augusztus 11.  |                      |
| 72      | Gyilkosság a hármas-ikrek vidéki nyaralójában Micugo Besszó Szacudzsin Dzsiken (三つ子別荘殺人事件)                 | 1997. augusztus 18.  |                      |
| 73      | A Detektív Banda ’katasztrófája’ Sónentantei-dan Szónan Dzsiken (少年探偵団遭難事件)                                | 1997. augusztus 25.  |                      |
| 74      | Jinnai, a halál angyala Sinigami Dzsinnai Szacudzsin Dzsiken (死神陣内殺人事件)                                     | 1997. szeptember 1.  |                      |
| 75      | Egy hitelező megölése Kinjú Kaisa Sacsó Szacudzsin Dzsiken (金融会社社長殺人事件)                                   | 1997. szeptember 8.  |                      |
| 76      | Conan kontra Kaito Kid (1 órás kiadás) Conan VS Kaitó Kid (コナンVS怪盗キッド)                                      | 1997. szeptember 22. |                      |
| 77      | Véletlen halálok egy előkelő családban 1. rész Meika Renzoku Hensi Dzsiken (Zenpen) (名家連続変死事件(前編))        | 1997. október 20.    |                      |
| 78      | Véletlen halálok egy előkelő családban 2. rész Meika Renzoku Hensi Dzsiken (Kóhen) (名家連続変死事件(後編))         | 1997. október 27.    |                      |
| 79      | Gyilkosság bankrabláskor Ginkó Gótó Szacudzsin Dzsiken (銀行強盗殺人事件)                                           | 1997. november 3.    |                      |
| 80      | A vándorművész halála Hóró Gaka Szacudzsin Dzsiken (放浪画家殺人事件)                                               | 1997. november 10.   |                      |
| 81      | Egy népszerű zenész elrablásának esete 1. rész Ninki Artist Júkai Dzsiken (Zenpen) (人気アーティスト誘拐事件(前編)) | 1997. november 17.   |                      |
| 82      | Egy népszerű zenész elrablásának esete 2. rész Ninki Artist Júkai Dzsiken (Kóhen) (人気アーティスト誘拐事件(後編))  | 1997. november 24.   |                      |
| 83      | Gyilkosság a Központi Kórházban Szógóbjóin Szacudzsin Dzsiken (総合病院殺人事件)                                    | 1997. december 1.    |                      |
| 84      | Gyilkosság a síházban 1. rész Ski Lodge Szacudzsin Dzsiken (Zenpen) (スキーロッジ殺人事件(前編))                    | 1997. december 8.    |                      |
| 85      | Gyilkosság a síházban 2. rész Ski Lodge Szacudzsin Dzsiken (Kóhen) (スキーロッジ殺人事件(後編))                     | 1997. december 15.   |                      |

### 1998
| #   | Epizód címe | Első japán sugárzás  |
| --- | --- | -------------------- |
| 86  | Egy emberrabló megkeresése Júkai Genba Tokutei Dzsiken (誘拐現場特定事件)                                                                     | 1998. január 12.     |
| 87  | Egy visszatérő daru szívessége Curu no Ongaesi Szacudzsin Dzsiken (鶴の恩返し殺人事件)                                                        | 1998. január 19.     |
| 88  | Gyilkosság a Drakula-villában 1. rész Dracula-szó Szacudzsin Dzsiken (Zenpen) (ドラキュラ荘殺人事件(前編))                                    | 1998. január 26.     |
| 89  | Gyilkosság a Drakula-villában 2. rész Dracula-szó Szacudzsin Dzsiken (Kóhen) (ドラキュラ荘殺人事件(後編))                                     | 1998. február 2.     |
| 90  | Virágillatos gyilkosság Hana no Kaori Szacudzsin Dzsiken (花の香り殺人事件)                                                                   | 1998. február 9.     |
| 91  | A kórházban ragadt rabló esete Gótó Hannin Njúin Dzsiken (強盗犯人入院事件)                                                                   | 1998. február 16.    |
| 92  | A rémisztő hegyi úti gyilkosság 1. rész Kjófu no Travers Szacudzsin Dzsiken (Zenpen) (恐怖のトラヴァース殺人事件(前編))                       | 1998. február 23.    |
| 93  | A rémisztő hegyi úti gyilkosság 2. rész Kjófu no Travers Szacudzsin Dzsiken (Kóhen) (恐怖のトラヴァース殺人事件(後編))                        | 1998. március 2.     |
| 94  | A Hónő legendája Juki-onna Denszecu Szacudzsin Dzsiken (雪女伝説殺人事件)                                                                     | 1998. március 9.     |
| 95  | Kogoro randija Kogoró no Date Szacudzsin Dzsiken (小五郎のデート殺人事件)                                                                     | 1998. március 16.    |
| 96  | A nagy nyomozó sarkában! (2 órás különkiadás) Oicumerareta Meitantei! Renzoku Nidai Szacudzsin Dzsiken (追いつめられた名探偵!連続2大殺人事件) | 1998. március 23.    |
| 97  | Búcsú bor Vakare no Wine Szacudzsin Dzsiken (別れのワイン殺人事件)                                                                            | 1998. április 13.    |
| 98  | A híres fazekas gyilkossági esete 1. rész Meitógeika Szacudzsin Dzsiken (Zenpen) (名陶芸家殺人事件(前編))                                     | 1998. április 20.    |
| 99  | A híres fazekas gyilkossági esete 2. rész Meitógeika Szacudzsin Dzsiken (Kóhen) (名陶芸家殺人事件(後編))                                      | 1998. április 27.    |
| 100 | Az első szerelem emlékei 1. rész Hacukoi no Hito Omoide no Dzsiken (Zenpen) (初恋の人想い出事件(前編))                                        | 1998. május 11.      |
| 101 | Az első szerelem emlékei 2. rész Hacukoi no Hito Omoide no Dzsiken (Kóhen) (初恋の人想い出事件(後編))                                         | 1998. május 18.      |
| 102 | A történelmi színész gyilkossági esete 1. rész Dzsidaigeki Haijú Szacudzsin Dzsiken (Zenpen) (時代劇俳優殺人事件(前編))                       | 1998. május 24.      |
| 103 | A történelmi színész gyilkossági esete 2. rész Dzsidaigeki Haijú Szacudzsin Dzsiken (Kóhen) (時代劇俳優殺人事件(後編))                        | 1998. június 1.      |
| 104 | A titokzatos rablók és a ház 1. rész Tózoku-dan Nazo no Jókan Dzsiken (Zenpen) (盗賊団謎の洋館事件(前編))                                     | 1998. június 8.      |
| 105 | A titokzatos rablók és a ház 2. rész Ninki Aatiszuto Júkai Dzsiken (Zenpen) (盗賊団謎の洋館事件(後編))                                        | 1998. június 15.     |
| 106 | A szenzáció-fotó Scoop Sasin Szacudzsin Dzsiken (スクープ写真殺人事件)                                                                        | 1998. június 22.     |
| 107 | Mogura Szeidzsin Nazo no Dzsiken (Zenpen) (モグラ星人謎の事件(前編))                                                                          | 1998. június 29.     |
| 108 | Mogura Szeidzsin Nazo no Dzsiken (Kóhen) (モグラ星人謎の事件(後編))                                                                           | 1998. július 6.      |
| 109 | Tantei-dan Daicuiszeki Dzsiken (探偵団大追跡事件)                                                                                             | 1998. július 13.     |
| 110 | Rjóri Kjósicu Szacudzsin Dzsiken (Zenpen) (料理教室殺人事件(前編))                                                                            | 1998. július 27.     |
| 111 | Rjóri Kjósicu Szacudzsin Dzsiken (Kóhen) (料理教室殺人事件(後編))                                                                             | 1998. augusztus 3.   |
| 112 | A Teitan általános iskolának hét rejtélye Teitan-só Nana-Fusigi Dzsiken (帝丹小7不思議事件)                                                   | 1998. augusztus 10.  |
| 113 | Homok tengerparti gyilkosság (白い砂浜殺人事件)                                                                                               | 1998. augusztus 17.  |
| 114 | Búvárgyilkosság (Zenpen) (スキューバダイビング殺人事件(前編))                                                                                 | 1998. augusztus 24.  |
| 115 | Búvárgyilkosság 2.rész (Kóhen) (スキューバダイビング殺人事件(後編))                                                                           | 1998. augusztus 31.  |
| 116 | Mystery Szakka Sisszó Dzsiken (Zenpen) (ミステリー作家失踪事件(前編))                                                                         | 1998. szeptember 7.  |
| 117 | Mystery Szakka Sisszó Dzsiken (Kóhen) (ミステリー作家失踪事件(後編))                                                                          | 1998. szeptember 14. |
| 118 | Naniva no Renzoku Szacudzsin Dzsiken (浪花の連続殺人事件)                                                                                     | 1998. szeptember 21. |
| 119 | Kamen Yaiba Szacudzsin Dzsiken (仮面ヤイバー殺人事件)                                                                                         | 1998. október 12.    |
| 120 | honey Cocktail Szacudzsin Dzsiken (ハニーカクテル殺人事件)                                                                                    | 1998. október 19.    |
| 121 | Bathroom Missicu Dzsiken (Zenpen) (バスルーム密室事件(前編))                                                                                  | 1998. október 26.    |
| 122 | Bathroom Missicu Dzsiken (Kóhen) (バスルーム密室事件(後編))                                                                                   | 1998. november 2.    |
| 123 | Otenki Onészan Júkai Dzsiken (お天気お姉さん誘拐事件)                                                                                         | 1998. november 9.    |
| 124 | Nazo no Szogekimono Szacudzsin Dzsiken (Zenpen) (謎の狙撃者殺人事件(前編))                                                                    | 1998. november 16.   |
| 125 | Nazo no Szogekimono Szacudzsin Dzsiken (Kóhen) (謎の狙撃者殺人事件(後編))                                                                     | 1998. november 23.   |
| 126 | Tabi Sibai Icsiza Szacudzsin Dzsiken (Zenpen) (旅芝居一座殺人事件(前編))                                                                      | 1998. november 30.   |
| 127 | Tabi Sibai Icsiza Szacudzsin Dzsiken (Kóhen) (旅芝居一座殺人事件(後編))                                                                       | 1998. december 7.    |
| 128 | Kuro no Sosiki Dzsúoku En Gódacu Dzsiken (黒の組織10億円強奪事件)                                                                             | 1998. december 14.   |

### 1999
| #   | Epizód címe                                                                                            | Első japán sugárzás  |
| --- | --- | -------------------- |
| 129 | Kuro no Sosiki Kara Kita Onna Daigaku Kjódzsu Szacudzsin Dzsiken (黒の組織から来た女 大学教授殺人事件) | 1999. január 4.      |
| 130 | Kjógidzsó Muszabecu Kjóhaku Dzsiken (Zenpen) (競技場無差別脅迫事件(前編))                              | 1999. január 11.     |
| 131 | Kjógidzsó Muszabecu Kjóhaku Dzsiken (Kóhen) (競技場無差別脅迫事件(後編))                               | 1999. január 18.     |
| 132 | Kidzsucu Aikóka Szacudzsin Dzsiken (Dzsikenhen) (奇術愛好家殺人事件(事件篇))                           | 1999. január 25.     |
| 133 | Kidzsucu Aikóka Szacudzsin Dzsiken (Givakuhen) (奇術愛好家殺人事件(疑惑篇))                            | 1999. február 1.     |
| 134 | Kidzsucu Aikóka Szacudzsin Dzsiken (Kaikecuhen) (奇術愛好家殺人事件(解決篇))                           | 1999. február 8.     |
| 135 | Kieta Kjóki Sósaku Dzsiken (消えた凶器捜索事件)                                                        | 1999. február 15.    |
| 136 | Ao no Kodzsó Tanszaku Dzsiken (Zenpen) (青の古城探索事件(前編))                                        | 1999. február 22.    |
| 137 | Ao no Kodzsó Tanszaku Dzsiken (Kóhen) (青の古城探索事件(後編))                                         | 1999. március 1.     |
| 138 | Szaigo no Dzsóei Szacudzsin Dzsiken (Zenpen) (最後の上映殺人事件(前編))                                | 1999. március 8.     |
| 139 | Szaigo no Dzsóei Szacudzsin Dzsiken (Kóhen) (最後の上映殺人事件(後編))                                 | 1999. március 15.    |
| 140 | SOS! Ajumi Kara no Massage (SOS!歩美からのメッセージ)                                                  | 1999. április 12.    |
| 141 | Kekkon Zenja no Missicu Dzsiken (Zenpen) (結婚前夜の密室事件(前編))                                    | 1999. április 19.    |
| 142 | Kekkon Zenja no Missicu Dzsiken (Kóhen) (結婚前夜の密室事件(後編))                                     | 1999. április 26.    |
| 143 | Givaku no Tentaikanszoku (疑惑の天体観測)                                                              | 1999. május 3.       |
| 144 | Ueno-hacu Hokutoszei Szango (Zenpen) (上野発北斗星3号(前編))                                           | 1999. május 10.      |
| 145 | Ueno-hacu Hokutoszei Szango (Kóhen) (上野発北斗星3号(後編))                                            | 1999. május 17.      |
| 146 | Honcsó no Keidzsi Koi Monogatari (Zenpen) (本庁の刑事恋物語(前編))                                     | 1999. május 24.      |
| 147 | Honcsó no Keidzsi Koi Monogatari (Kóhen) (本庁の刑事恋物語(後編))                                      | 1999. május 30.      |
| 148 | Rómen Densa Kjúteisi Dzsiken (路面電車急停止事件)                                                      | 1999. június 7.      |
| 149 | Júencsi Bangee Dzsiken (遊園地パンジー事件)                                                            | 1999. június 21.     |
| 150 | Dzsidósa Bakuhacu Dzsiken no Sinszó (Zenpen) (自動車爆発事件の真相(前編))                              | 1999. június 28.     |
| 151 | Dzsidósa Bakuhacu Dzsiken no Sinszó (Kóhen) (自動車爆発事件の真相(後編))                               | 1999. július 4.      |
| 152 | Nazo no Ródzsin Sisszó Dzsiken (謎の老人失踪事件)                                                      | 1999. július 12.     |
| 153 | Szonoko no Abunai Nacumonogatari (Zenpen) (園子のアブない夏物語(前編))                                 | 1999. július 19.     |
| 154 | Szonoko no Abunai Nacumonogatari (Kóhen) (園子のアブない夏物語(後編))                                  | 1999. július 26.     |
| 155 | Szuicsú no Kagi Missicu Dzsiken (水中の鍵密室事件)                                                     | 1999. augusztus 2.   |
| 156 | Honcsó no Keidzsi Koi Monogatari 2 (Zenpen) (本庁の刑事恋物語2(前編))                                  | 1999. augusztus 9.   |
| 157 | Honcsó no Keidzsi Koi Monogatari 2 (Kóhen) (本庁の刑事恋物語2(後編))                                   | 1999. augusztus 16.  |
| 158 | Csinmoku no Kandzsoszen (沈黙の環状線)                                                                 | 1999. augusztus 23.  |
| 159 | Kaiki Godzsúnotó Denszecu (Zenpen) (怪奇五重塔伝説(前編))                                              | 1999. szeptember 6.  |
| 160 | Kaiki Godzsúnotó Denszecu (Kóhen) (怪奇五重塔伝説(後編))                                               | 1999. szeptember 13. |
| 161 | Rjúszuitei ni Nagareru Szacui (流水亭に流れる殺意)                                                     | 1999. szeptember 20. |
| 162 | Szora Tobu Missicu Kudó Sinicsi Szaiso no Dzsiken (空飛ぶ密室 工藤新一最初の事件)                      | 1999. szeptember 27. |
| 163 | Cuki to Hosi to Taijó no Himicu (Zenpen) (月と星と太陽の秘密(前編))                                    | 1999. október 11.    |
| 164 | Cuki to Hosi to Taijó no Himicu (Kóhen) (月と星と太陽の秘密(後編))                                     | 1999. október 18.    |
| 165 | Sónen Tantei-dan Sósicu Dzsiken (少年探偵団消失事件)                                                   | 1999. október 25.    |
| 166 | Tottori Kumo-jasiki no Kai (Dzsikenhen) (鳥取クモ屋敷の怪(事件編))                                     | 1999. november 1.    |
| 167 | Tottori Kumo-jasiki no Kai (Givakuhen) (鳥取クモ屋敷の怪(疑惑編))                                      | 1999. november 8.    |
| 168 | Tottori Kumo-jasiki no Kai (Kaikecuhen) (鳥取クモ屋敷の怪(解決編))                                     | 1999. november 15.   |
| 169 | Venus no Kiss (ビーナスのキッス)                                                                       | 1999. november 22.   |
| 170 | Kurajami no Naka no Sikaku (Zenpen) (暗闇の中の死角(前編))                                             | 1999. november 29.   |
| 171 | Kurajami no Naka no Sikaku (Kóhen) (暗闇の中の死角(後編))                                              | 1999. december 6.    |
| 172 | Jomigaeru Si no Dengon (Zenpen) (よみがえる死の伝言(前編))                                             | 1999. december 13.   |
| 173 | Jomigaeru Si no Dengon (Kóhen) (よみがえる死の伝言(後編))                                              | 1999. december 20.   |

### 2000
| #   | Epizód címe                                                                                            | Első japán sugárzás  |
| --- | --- | -------------------- |
| 174 | Nidzsúnenme no Szacui Symphony-gó Renzoku Szacudzsin Dzsiken (20年目の殺意 シンフォニー号連続殺人事件) | 2000. január 3.      |
| 175 | Jonkai Koroszareta Otoko (四回殺された男)                                                              | 2000. január 10.     |
| 176 | Kuro no Szosiki to no Szaikai (Haibara-hen) (黒の組織との再会(灰原編))                                 | 2000. január 17.     |
| 177 | Kuro no Szosiki to no Szaikai (Conan-hen) (黒の組織との再会(コナン編))                                 | 2000. január 24.     |
| 178 | Kuro no Szosiki to no Szaikai (Kaikecuhen) (黒の組織との再会(解決編))                                  | 2000. január 31.     |
| 179 | Kisszaten Truck Rannjú Dzsiken (喫茶店トラック乱入事件)                                                | 2000. február 7.     |
| 180 | Akai Szacui no Nocturne (Zenpen) (赤い殺意の夜想曲(前編))                                              | 2000. február 14.    |
| 181 | Akai Szacui no Nocturne (Kóhen) (赤い殺意の夜想曲(後編))                                               | 2000. február 21.    |
| 182 | Daiszószaku no Kokonocu no Door (大捜索9つのドア)                                                      | 2000. február 28.    |
| 183 | Kiken na Recipe (危険なレシピ)                                                                         | 2000. március 6.     |
| 184 | Noroi no Kamen va Cumetaku Varau (呪いの仮面は冷たく笑う)                                              | 2000. március 13.    |
| 185 | Koroszareta Meitantei (Zenpen) (殺された名探偵(前編))                                                  | 2000. április 10.    |
| 186 | Koroszareta Meitantei (Kóhen) (殺された名探偵(後編))                                                   | 2000. április 17.    |
| 187 | Jami ni Hibiku Nazo no Dzsúsei (闇に響く謎の銃声)                                                      | 2000. április 24.    |
| 188 | Inocsigake no Fukkacu ~Dókucu no Tantei-dan~ (命がけの復活〜洞窟の探偵団〜)                            | 2000. május 1.       |
| 189 | Inocsigake no Fukkacu ~Fusósita Meitantei~ (命がけの復活〜負傷した名探偵〜)                            | 2000. május 8.       |
| 190 | Inocsigake no Fukkacu ~Daiszan no Szentaku~ (命がけの復活〜第三の選択〜)                               | 2000. május 15.      |
| 191 | Inocsigake no Fukkacu ~Kokui no Kisi~ (命がけの復活〜黒衣の騎士〜)                                     | 2000. május 22.      |
| 192 | Inocsigake no Fukkacu ~Kaette kita Sinicsi~ (命がけの復活〜帰ってきた新一...〜)                        | 2000. május 29.      |
| 193 | Inocsigake no Fukkacu ~Jakuszoku no Baso~ (命がけの復活〜約束の場所〜)                                 | 2000. június 5.      |
| 194 | Imisin na Orugóru (Zenpen) (意味深なオルゴール(前編))                                                  | 2000. június 12.     |
| 195 | Imisin na Orugóru (Kóhen) (意味深なオルゴール(後編))                                                   | 2000. június 19.     |
| 196 | Mienai Kjóki Ran no Hacu-szuiri (見えない凶器 蘭の初推理)                                              | 2000. június 26.     |
| 197 | Super Car no Vana (Zenpen) (スーパーカーの罠(前編))                                                    | 2000. július 3.      |
| 198 | Super Car no Vana (Kóhen) (スーパーカーの罠(後編))                                                     | 2000. július 10.     |
| 199 | Jógisa - Móri Kogoró (Zenpen) (容疑者·毛利小五郎(前編))                                                | 2000. július 17.     |
| 200 | Jógisa - Móri Kogoró (Kóhen) (容疑者·毛利小五郎(後編))                                                 | 2000. július 24.     |
| 201 | Dzsúninme no Dzsókjaku (Zenpen) (10人目の乗客(前編))                                                   | 2000. július 31.     |
| 202 | Dzsúninme no Dzsókjaku (Kóhen) (10人目の乗客(後編))                                                    | 2000. augusztus 7.   |
| 203 | Kuroi Icarus no Cubasza (Zenpen) (黒いイカロスの翼(前編))                                              | 2000. augusztus 14.  |
| 204 | Kuroi Icarus no Cubasza (Kóhen) (黒いイカロスの翼(後編))                                               | 2000. augusztus 21.  |
| 205 | Honcsó no Keidzsi Koi Monogatari 3 (Zenpen) (本庁の刑事恋物語3(前編))                                  | 2000. augusztus 28.  |
| 206 | Honcsó no Keidzsi Koi Monogatari 3 (Kóhen) (本庁の刑事恋物語3(後編))                                   | 2000. szeptember 4.  |
| 207 | Migoto-szugita Meiszuiri (見事すぎた名推理)                                                            | 2000. szeptember 11. |
| 208 | Meikjú he no Irigucsi Kjodai Dzsinzó no Ikari (迷宮への入り口 巨大神像の怒り)                          | 2000. október 9.     |
| 209 | Rjúsin-szan Tenraku Dzsiken (龍神山転落事件)                                                           | 2000. október 16.    |
| 210 | Gozai Denszecu no Mizu-gotten (Zenpen) (五彩伝説の水御殿(前編))                                        | 2000. október 23.    |
| 211 | Gozai Denszecu no Mizu-gotten (Kóhen) (五彩伝説の水御殿(後編))                                         | 2000. október 30.    |
| 212 | Kinoko to Kuma to Tantei-dan (Zenpen) (きのこと熊と探偵団(前編))                                       | 2000. november 6.    |
| 213 | Kinoko to Kuma to Tantei-dan (Kóhen) (きのこと熊と探偵団(後編))                                        | 2000. november 13.   |
| 214 | Retro Room no Nazo Dzsiken (レトロルームの謎事件)                                                      | 2000. november 20.   |
| 215 | Bay of Revenge (Zenpen) (ベイ·オブ·リベンジ (前編))                                                    | 2000. november 27.   |
| 216 | Bay of Revenge (Kóhen) (ベイ·オブ·リベンジ (後編))                                                     | 2000. december 4.    |
| 217 | Fúin-szareta Megure no Himicu (Zenpen) (封印された目暮の秘密(前編))                                    | 2000. december 11.   |
| 218 | Fúin-szareta Megure no Himicu (Kóhen) (封印された目暮の秘密(後編))                                     | 2000. december 18.   |

### 2001
| #   | Epizód címe                                                                              | Első japán sugárzás  |
| --- | ---------------------------------------------------------------------------------------- | -------------------- |
| 219 | Acumerareta Meitantei! Kudó Sinicsi VS Kaitó Kid (集められた名探偵!工藤新一VS怪盗キッド) | 2001. január 8.      |
| 220 | Icuvari Darake no Irainin (Zenpen) (偽りだらけの依頼人(前編))                            | 2001. január 15.     |
| 221 | Icuvari Darake no Irainin (Kóhen) (偽りだらけの依頼人(後編))                             | 2001. január 22.     |
| 222 | Szosite Ningjó va Inakunatta (Dzsikenhen) (そして人魚はいなくなった(事件編))             | 2001. január 29.     |
| 223 | Szosite Ningjó va Inakunatta (Szuirihen) (そして人魚はいなくなった(推理編))              | 2001. február 5.     |
| 224 | Szosite Ningjó va Inakunatta (Kaikecuhen) (そして人魚はいなくなった(解決編))             | 2001. február 12.    |
| 225 | Sóbai Handzsó no Himicu (商売繁盛のヒミツ)                                               | 2001. február 19.    |
| 226 | Battle Game no Vana (Zenpen) (バトルゲームの罠(前編))                                    | 2001. február 26.    |
| 227 | Battle Game no Vana (Kóhen) (バトルゲームの罠(後編))                                     | 2001. március 5.     |
| 228 | Szacui no Dógei Kjósicu (Zenpen) (殺意の陶芸教室(前編))                                  | 2001. március 12.    |
| 229 | Szacui no Dógei Kjósicu (Kóhen) (殺意の陶芸教室(後編))                                   | 2001. március 19.    |
| 230 | Nazo-meita Dzsókjaku (Zenpen) (謎めいた乗客(前編))                                       | 2001. április 16.    |
| 231 | Nazo-meita Dzsókjaku (Kóhen) (謎めいた乗客(後編))                                        | 2001. április 23.    |
| 232 | Mansion Tenraku Dzsiken (マンション転落事件)                                             | 2001. május 7.       |
| 233 | Kienakatta Sóko (Zenpen) (消えなかった証拠(前編))                                        | 2001. május 14.      |
| 234 | Kienakatta Sóko (Kóhen) (消えなかった証拠(後編))                                         | 2001. május 21.      |
| 235 | Missicu no Wine Cellar (密室のワインセラー)                                              | 2001. május 28.      |
| 236 | Nanki Sirahama Mystery Tour (Zenpen) (南紀白浜ミステリーツアー(前編))                    | 2001. június 4.      |
| 237 | Nanki Shirahama Mystery Tour (Kóhen) (南紀白浜ミステリーツアー(後編))                    | 2001. június 11.     |
| 238 | Ószaka "Miccu no K" Dzsiken (Zenpen) (大阪“3つのK”事件(前編))                            | 2001. június 18.     |
| 239 | Ószaka "Miccu no K" Dzsiken (Kóhen) (大阪“3つのK”事件(後編))                             | 2001. június 25.     |
| 240 | Sinkanszen Goszó Dzsiken (Zenpen) (新幹線護送事件(前編))                                 | 2001. július 2.      |
| 241 | Sinkanszen Goszó Dzsiken (Kóhen) (新幹線護送事件(後編))                                  | 2001. július 9.      |
| 242 | Genta Sónen no Szainan (元太少年の災難)                                                  | 2001. július 16.     |
| 243 | Móri Kogoró no Niszemono (Zenpen) (毛利小五郎のニセ者(前編))                             | 2001. július 23.     |
| 244 | Móri Kogoró no Niszemono (Kóhen) (毛利小五郎のニセ者(後編))                              | 2001. július 30.     |
| 245 | Himavari-kan no Dzsúsei (ヒマワリ館の銃声)                                               | 2001. augusztus 6.   |
| 246 | Ami ni Kakatta Nazo (Zenpen) (網にかかった謎(前編))                                      | 2001. augusztus 13.  |
| 247 | Ami ni Kakatta Nazo (Kóhen) (網にかかった謎(後編))                                       | 2001. augusztus 20.  |
| 248 | Ijasi no Mori no Alibi (癒しの森のアリバイ)                                              | 2001. augusztus 27.  |
| 249 | Idol-tacsi no Himicu (Zenpen) (アイドル達の秘密(前編))                                   | 2001. szeptember 3.  |
| 250 | Idol-tacsi no Himicu (Kóhen) (アイドル達の秘密(後編))                                    | 2001. szeptember 10. |
| 251 | OK-Bokudzsó no Higeki (OK牧場の悲劇)                                                     | 2001. szeptember 17. |
| 252 | E no Naka no Júkaihan (絵の中の誘拐犯)                                                   | 2001. október 8.     |
| 253 | Honcsó no Keidzsi Koi Monogatari 4 (Zenpen) (本庁の刑事恋物語4(前編))                    | 2001. október 15.    |
| 254 | Honcsó no Keidzsi Koi Monogatari 4 (Kóhen) (本庁の刑事恋物語4(後編))                     | 2001. október 22.    |
| 255 | Macue Tamacukuri Renku Dzsújonban Sóbu (Zenpen) (松江玉造連句14番勝負(前編))             | 2001. október 29.    |
| 256 | Macue Tamacukuri Renku Dzsújonban Sóbu (Kóhen) (松江玉造連句14番勝負(後編))              | 2001. november 5.    |
| 257 | Jo nimo Kimjó na Tenbacu (世にも奇妙な天罰)                                              | 2001. november 12.   |
| 258 | Chicago Kara Kita Otoko (Zenpen) (シカゴから来た男(前編))                                | 2001. november 19.   |
| 259 | Chicago Kara Kita Otoko (Kóhen) (シカゴから来た男(後編))                                 | 2001. november 26.   |
| 260 | Jureru Restaurant (揺れるレストラン)                                                     | 2001. december 3.    |
| 261 | Juki no Joru no Kjófu Denszecu (Zenpen) (雪の夜の恐怖伝説(前編))                         | 2001. december 10.   |
| 262 | Juki no Joru no Kjófu Denszecu (Kóhen) (雪の夜の恐怖伝説(後編))                          | 2001. december 17.   |

### 2002
| #   | Epizód címe                                                                                    | Első japán sugárzás  |
| --- | ---------------------------------------------------------------------------------------------- | -------------------- |
| 263 | Ószaka Daburu Mystery: Naniva Kensi to Taikó no Siro (大阪ダブルミステリー 浪花剣士と太閤の城) | 2002. január 7.      |
| 264 | Hótei no Taikecu: Kiszaki tai Kogoró (Zenpen) (法廷の対決 妃VS小五郎(前編))                    | 2002. január 14.     |
| 265 | Hótei no Taikecu: Kiszaki tai Kogoró (Kóhen) (法廷の対決 妃VS小五郎(後編))                     | 2002. január 21.     |
| 266 | Valentine no Sindzsicu (Dzsikenhen) (バレンタインの真実(事件編))                               | 2002. január 28.     |
| 267 | Valentine no Sindzsicu (Szuirihen) (バレンタインの真実(推理編))                                | 2002. február 4.     |
| 268 | Valentine no Sindzsicu (Kaikecuhen) (バレンタインの真実(解決編))                               | 2002. február 11.    |
| 269 | Hanzai no Vaszuregatami (Zenpen) (犯罪の忘れ形見(前編))                                        | 2002. február 18.    |
| 270 | Hanzai no Vaszuregatami (Kóhen) (犯罪の忘れ形見(後編))                                         | 2002. március 4.     |
| 271 | Kakusite Iszoide Sórjaku (Zenpen) (隠して急いで省略(前編))                                     | 2002. március 11.    |
| 272 | Kakusite Iszoide Sórjaku (Kóhen) (隠して急いで省略(後編))                                      | 2002. március 18.    |
| 273 | Quiz-bászan no Sisszó Dzsiken (クイズ婆さんの失踪事件)                                         | 2002. április 8.     |
| 274 | Júrei-jasiki no Sindzsicu (Zenpen) (幽霊屋敷の真実(前編))                                      | 2002. április 15.    |
| 275 | Júrei-jasiki no Sindzsicu (Kóhen) (幽霊屋敷の真実(後編))                                       | 2002. április 22.    |
| 276 | Keiszacu Tecsó Funsicu Dzsiken (警察手帳紛失事件)                                              | 2002. május 6.       |
| 277 | Eigo-kjósi tai Nisi no Meitantei (Zenpen) (英語教師VS西の名探偵(前編))                         | 2002. május 13.      |
| 278 | Eigo-kjósi tai Nisi no Meitantei (Kóhen) (英語教師VS西の名探偵(後編))                          | 2002. május 20.      |
| 279 | Meikjú no Hooligan (Zenpen) (迷宮のフーリガン(前編))                                           | 2002. május 27.      |
| 280 | Meikjú no Hooligan (Kóhen) (迷宮のフーリガン(後編))                                            | 2002. június 3.      |
| 281 | Csíszana Mokugekisa-tacsi (小さな目撃者たち)                                                   | 2002. június 10.     |
| 282 | Mizu Nagaruru Szekitei no Kai (Zenpen) (水流るる石庭の怪(前編))                                | 2002. június 17.     |
| 283 | Mizu Nagaruru Szekitei no Kai (Kóhen) (水流るる石庭の怪(後編))                                 | 2002. június 24.     |
| 284 | Csúkagai Ame no Deja Vu (Zenpen) (中華街 雨のデジャビュ(前編))                                 | 2002. július 1.      |
| 285 | Csúkagai Ame no Deja Vu (Kóhen) (中華街 雨のデジャビュ(後編))                                  | 2002. július 8.      |
| 286 | Kudó Sinicsi NY no Dzsiken (Dzsikenhen) (工藤新一NYの事件(事件編))                             | 2002. július 15.     |
| 287 | Kudó Sinicsi NY no Dzsiken (Suirihen) (工藤新一NYの事件(推理編))                               | 2002. július 22.     |
| 288 | Kudó Sinicsi NY no Dzsiken (Kaikecuhen) (工藤新一NYの事件(解決編))                             | 2002. július 29.     |
| 289 | Majoi no Mori no Micuhiko (Zenpen) (迷いの森の光彦(前編))                                      | 2002. augusztus 5.   |
| 290 | Majoi no Mori no Micuhiko (Kóhen) (迷いの森の光彦(後編))                                       | 2002. augusztus 12.  |
| 291 | Kotó no Hime to Rjugudzso (Dzsikenhen) (孤島の姫と龍宮城(事件編))                              | 2002. augusztus 19.  |
| 292 | Kotó no Hime to Rjugudzso (Cuikjúhen) (孤島の姫と龍宮城(追求編))                               | 2002. augusztus 26.  |
| 293 | Kotó no Hime to Rjugudzso (Kaikecuhen) (孤島の姫と龍宮城解決編)                                | 2002. szeptember 2.  |
| 294 | Ai to Kecudan no Smash (Zenpen) (愛と決断のスマッシュ(前編))                                   | 2002. szeptember 9.  |
| 295 | Ai to Kecudan no Smash (Kóhen) (愛と決断のスマッシュ(後編))                                    | 2002. szeptember 16. |
| 296 | Jakatabune Curi Shock (屋形船 釣りショック)                                                    | 2002. október 14.    |
| 297 | Hótei no Taikecu II: Kiszaki tai Kudzsó (Zenpen) (法廷の対決Ⅱ 妃VS九条(前編))                  | 2002. október 21.    |
| 298 | Hótei no Taikecu II: Kiszaki tai Kudzsó (Kóhen) (法廷の対決Ⅱ 妃VS九条(後編))                   | 2002. október 28.    |
| 299 | Júdzsó to Szacui no Kanmon Kaikjó (Zenpen) (友情と殺意の関門海峡(前編))                        | 2002. november 4.    |
| 300 | Júdzsó to Szacui no Kanmon Kaikjó (Kóhen) (友情と殺意の関門海峡(後編))                         | 2002. november 18.   |
| 301 | Akui to Szeidzsa no Kósin (Zenpen) (悪意と聖者の行進(前編))                                    | 2002. november 25.   |
| 302 | Akui to Szeidzsa no Kósin (Kóhen) (悪意と聖者の行進(後編))                                     | 2002. december 2.    |
| 303 | Modotte Kita Higaisa (戻って来た被害者)                                                        | 2002. december 9.    |

### 2003
| #   | Epizód címe                                                                    | Első japán sugárzás  |
| --- | ------------------------------------------------------------------------------ | -------------------- |
| 304 | Jureru Keisicsó Szennihjakumannin no Hitodzsicsi (揺れる警視庁 1200万人の人質) | 2003. január 6.      |
| 305 | Mienai Jógisa (Zenpen) (見えない容疑者(前編))                                  | 2003. január 13.     |
| 306 | Mienai Jógisa (Kóhen) (見えない容疑者(後編))                                   | 2003. január 20.     |
| 307 | Nokoszareta Koenaki Sógen (Zenpen) (残された声なき証言(前編))                  | 2003. január 27.     |
| 308 | Nokoszareta Koenaki Sógen (Kóhen) (残された声なき証言(後編))                   | 2003. február 3.     |
| 309 | Kuro no Szosiki to no Szessoku (Kósó Hen) (黒の組織との接触(交渉編))           | 2003. február 10.    |
| 310 | Kuro no Szosiki to no Szessoku (Cuiseki Hen) (黒の組織との接触(追跡編))        | 2003. február 17.    |
| 311 | Kuro no Szosiki to no Szessoku (Kessi Hen) (黒の組織との接触(決死編))          | 2003. február 24.    |
| 312 | Júhi ni Szomatta Hinaningjó (Zenpen) (夕陽に染まった雛人形(前編))              | 2003. március 3.     |
| 313 | Júhi ni Szomatta Hinaningjó (Kóhen) (夕陽に染まった雛人形(後編))               | 2003. március 10.    |
| 314 | Kovareta Szaku no Tenbódai (壊れた柵の展望台)                                  | 2003. március 17.    |
| 315 | Hi no Ataru Baso (陽のあたる場所)                                              | 2003. április 14.    |
| 316 | Jogoreta Fukumen Hero (Zenpen) (汚れた覆面ヒーロー(前編))                      | 2003. április 21.    |
| 317 | Jogoreta Fukumen Hero (Kóhen) (汚れた覆面ヒーロー(後編))                       | 2003. április 28.    |
| 318 | Kóun no Cigar Case (Zenpen) (幸運のシガーケース(前編))                         | 2003. május 5.       |
| 319 | Kóun no Cigar Case (Kóhen) (幸運のシガーケース(後編))                          | 2003. május 12.      |
| 320 | Ninpó Alibi Kószaku no Dzsucu (忍法アリバイ工作の術)                           | 2003. május 19.      |
| 321 | Kieta Júkai Tószósa (Zenpen) (消えた誘拐逃走車(前編))                          | 2003. május 26.      |
| 322 | Kieta Júkai Tószósa (Kóhen) (消えた誘拐逃走車(後編))                           | 2003. június 2.      |
| 323 | Hattori Heidzsi Zettai Zecumei! (Zenpen) (服部平次絶体絶命!(前編))             | 2003. június 9.      |
| 324 | Hattori Heidzsi Zettai Zecumei! (Kóhen) (服部平次絶体絶命!(後編))              | 2003. június 16.     |
| 325 | HonÓ no Naka ni Akai Uma (Dzsikenhen) (炎の中に赤い馬(事件編))                 | 2003. június 23.     |
| 326 | HonÓ no Naka ni Akai Uma (Szószahen) (炎の中に赤い馬(捜査編))                  | 2003. június 30.     |
| 327 | HonÓ no Naka ni Akai Uma (Kaikecuhen) (炎の中に赤い馬(解決編))                 | 2003. július 7.      |
| 328 | Birthday Wine no Nazo (バースデー·ワインの謎)                                  | 2003. július 14.     |
| 329 | Okane de Kaenai Júdzsó (Zenpen) (お金で買えない友情(前編))                     | 2003. július 28.     |
| 330 | Okane de Kaenai Júdzsó (Kóhen) (お金で買えない友情(後編))                      | 2003. augusztus 4.   |
| 331 | Givaku no Karakucsi Curry (Zenpen) (疑惑の辛口カレー(前編))                    | 2003. augusztus 11.  |
| 332 | Givaku no Karakucsi Curry (Kóhen) (疑惑の辛口カレー(後編))                     | 2003. augusztus 18.  |
| 333 | Nitamono Princess (Zenpen) (似た者プリンセス(前編))                            | 2003. augusztus 25.  |
| 334 | Nitamono Princess (Kóhen) (似た者プリンセス(後編))                             | 2003. szeptember 1.  |
| 335 | Tóto Genzódzso no Himicu (Zenpen) (東都現像所の秘密(前編))                     | 2003. szeptember 8.  |
| 336 | Tóto Genzódzso no Himicu (Kóhen) (東都現像所の秘密(後編))                      | 2003. szeptember 15. |
| 337 | Tenraku Dzsiken no Ura-dzsidzsó (転落事件の裏事情)                             | 2003. október 3.     |
| 338 | Jon-dai no Porsche (Zenpen) (4台のポルシェ(前編))                              | 2003. október 20.    |
| 339 | Jon-dai no Porsche (Kóhen) (4台のポルシェ(後編))                               | 2003. október 27.    |
| 340 | Toilet ni Kakusita Himicu (Zenpen) (トイレに隠した秘密(前編))                  | 2003. november 3.    |
| 341 | Toilet ni Kakusita Himicu (Kóhen) (トイレに隠した秘密(後編))                   | 2003. november 10.   |
| 342 | Huis Ten Bosch no Hanajome (ハウステンボスの花嫁)                              | 2003. november 17.   |
| 343 | Konbini no Otosiana (Zenpen) (コンビニの落とし穴(前編))                        | 2003. december 1.    |
| 344 | Konbini no Otosiana (Kóhen) (コンビニの落とし穴(後編))                         | 2003. december 8.    |

### 2004
| #   | Epizód címe                                                                                                   | Első japán sugárzás |
| --- | --- | ------------------- |
| 345 | Kuro no Szosiki to Makkó Sóbu Mangecu no Joru no Nigen Mystery (黒の組織と真っ向勝負満月の夜の二元ミステリー) | 2004. január 5.     |
| 346 | Osiri no Mark vo Szagasze (Zenpen) (お尻のマークを探せ(前編))                                                 | 2004. január 12.    |
| 347 | Osiri no Mark vo Szagasze (Kóhen) (お尻のマークを探せ(後編))                                                  | 2004. január 19.    |
| 348 | Ai to Júrei to Csikjú Iszan (Zenpen) (愛と幽霊と地球遺産(前編))                                               | 2004. január 26.    |
| 349 | Ai to Júrei to Csikjú Iszan (Kóhen) (愛と幽霊と地球遺産(後編))                                                | 2004. február 2.    |
| 350 | Vaszureta Keitai Denva (Zenpen) (忘れた携帯電話(前編))                                                        | 2004. február 9.    |
| 351 | Vaszureta Keitai Denva (Kóhen) (忘れた携帯電話(後編))                                                         | 2004. február 16.   |
| 352 | Fishing Taikai no Higeki (Zenpen) (フィッシング大会の悲劇(前編))                                              | 2004. február 23.   |
| 353 | Fishing Taikai no Higeki (Kóhen) (フィッシング大会の悲劇(後編))                                               | 2004. február 23.   |
| 354 | Csíszana Iraisa (Zenpen) (小さな依頼者(前編))                                                                 | 2004. március 8.    |
| 355 | Csíszana Iraisa (Kóhen) (小さな依頼者(後編))                                                                  | 2004. március 15.   |
| 356 | Kaitó Kid no Kjói Kúcsú Hokó (怪盗キッドの驚異空中歩行)                                                       | 2004. április 12.   |
| 357 | Koibito va Haru no Maborosi (恋人は春のまぼろし)                                                              | 2004. április 26.   |
| 358 | Honcsó no Keidzsi Koimonogatari 5 (Zenpen) (本庁の刑事恋物語5(前編))                                          | 2004. május 3.      |
| 359 | Honcsó no Keidzsi Koimonogatari 5 (Kóhen) (本庁の刑事恋物語5(後編))                                           | 2004. május 10.     |
| 360 | Fusigi na Haru no Kabutomusi (不思議な春のかぶと虫)                                                           | 2004. május 17.     |
| 361 | Teitan Kókó Gakkó Kaidan (Zenpen) (帝丹高校学校怪談(前編))                                                    | 2004. május 24.     |
| 362 | Teitan Kókó Gakkó Kaidan (Kóhen) (帝丹高校学校怪談(後編))                                                     | 2004. május 31.     |
| 363 | Tokai no Crows (都会のカラス)                                                                                 | 2004. június 7.     |
| 364 | Synchronicity Dzsiken (Zenpen) (シンクロニシティ事件(前編))                                                   | 2004. június 14.    |
| 365 | Synchronicity Dzsiken (Kóhen) (シンクロニシティ事件(後編))                                                    | 2004. június 21.    |
| 366 | Marumie Futó no Szangeki (Zenpen) (丸見え埠頭の惨劇(前編))                                                    | 2004. július 5.     |
| 367 | Marumie Futó no Szangeki (Kóhen) (丸見え埠頭の惨劇(後編))                                                     | 2004. július 12.    |
| 368 | Madzso ga Szumu Okasi no Ie (魔女が棲むお菓子の家)                                                            | 2004. július 26.    |
| 369 | Cuiteru Otoko no Suspense (ツイてる男のサスペンス)                                                            | 2004. augusztus 2.  |
| 370 | Nigemavaru Game Szofuto (逃げ回るゲームソフト)                                                                | 2004. augusztus 9.  |
| 371 | Mono Ivanu Kóro (Zenpen) (物言わぬ航路(前編))                                                                 | 2004. augusztus 23. |
| 372 | Mono Ivanu Kóro (Kóhen) (物言わぬ航路(後編))                                                                  | 2004. augusztus 30. |
| 373 | Módoku Kumo no Vana (猛毒蜘蛛の罠)                                                                            | 2004. szeptember 6. |
| 374 | Hosi to Tabako no Angó (Zenpen) (星と煙草の暗号(前編))                                                        | 2004. október 18.   |
| 375 | Hosi to Tabako no Angó (Kóhen) (星と煙草の暗号(後編))                                                         | 2004. október 25.   |
| 376 | Time Limit va Dzsúgo-dzsi! (タイムリミットは15時!)                                                            | 2004. november 1.   |
| 377 | Momotaró Nazotoki Tour (Zenpen) (桃太郎謎解きツアー(前編))                                                    | 2004. november 8.   |
| 378 | Momotaró Nazotoki Tour (Kóhen) (桃太郎謎解きツアー(後編))                                                     | 2004. november 15.  |
| 379 | Hitó Juki Jami Furiszode Dzsiken (Zenpen) (秘湯雪闇振袖事件(前編))                                            | 2004. november 22.  |
| 380 | Hitó Juki Jami Furiszode Dzsiken (Kóhen) (秘湯雪闇振袖事件(後編))                                             | 2004. november 29.  |
| 381 | Doccsi no Szuiri Show (Zenpen) (どっちの推理ショー(前編))                                                     | 2004. december 6.   |
| 382 | Doccsi no Szuiri Show (Kóhen) (どっちの推理ショー(後編))                                                      | 2004. december 13.  |
| 383 | Kósien no Kiszeki! Mienai Akuma ni Makezu Kirai (甲子園の奇跡!見えない悪魔に負けず嫌い)                       | 2004. december 20.  |

### 2005
| #   | Epizód címe                                                                    | Első japán sugárzás  |
| --- | ------------------------------------------------------------------------------ | -------------------- |
| 384 | Hjóteki va Móri Kogoró (標的は毛利小五郎)                                      | 2005. január 17.     |
| 385 | Stradivarius no Fukjóvaon (Zenszókjoku) (ストラディバリウスの不協和音(前奏曲)) | 2005. január 24.     |
| 386 | Stradivarius no Fukjóvaon (Kanszókjoku) (ストラディバリウスの不協和音(間奏曲)) | 2005. január 31.     |
| 387 | Stradivarius no Fukjóvaon (Goszókjoku) (ストラディバリウスの不協和音(後奏曲))  | 2005. február 7.     |
| 388 | Szacuma ni Jó Kogoró (Zenpen) (薩摩に酔う小五郎(前編))                         | 2005. február 14.    |
| 389 | Szacuma ni Jó Kogoró (Kóhen) (薩摩に酔う小五郎(後編))                          | 2005. február 21.    |
| 390 | Honcsó no Keidzsi Koimonogatari 6 (Zenpen) (本庁の刑事恋物語6(前編))           | 2005. február 28.    |
| 391 | Honcsó no Keidzsi Koimonogatari 6 (Kóhen) (本庁の刑事恋物語6(後編))            | 2005. március 7.     |
| 392 | Nazomeku Sincsósza 20 cm (謎めく身長差20cm)                                    | 2005. március 14.    |
| 393 | Júkai...Rasí Dzsiken (誘拐...らしい事件)                                       | 2005. március 21.    |
| 394 | Kibacu na Jasiki no Daibóken (Fúinhen) (奇抜な屋敷の大冒険(封印編))            | 2005. április 18.    |
| 395 | Kibacu na Jasiki no Daibóken (Karakurihen) (奇抜な屋敷の大冒険(絡繰編))        | 2005. április 25.    |
| 396 | Kibacu na Jasiki no Daibóken (Kaikecuhen) (奇抜な屋敷の大冒険(解決編))         | 2005. május 2.       |
| 397 | Karaku Nigaku Amai Siru (辛く苦く甘い汁)                                       | 2005. május 9.       |
| 398 | Kimjó na Ikka no Irai (Zenpen) (奇妙な一家の依頼(前編))                        | 2005. május 16.      |
| 399 | Kimjó na Ikka no Irai (Kóhen) (奇妙な一家の依頼(後編))                         | 2005. május 23.      |
| 400 | Givaku vo Motta Ran (疑惑を持った蘭)                                           | 2005. május 30.      |
| 401 | Hószeki Gótó Genkóhan (Zenpen) (宝石強盗現行犯(前編))                          | 2005. június 6.      |
| 402 | Hószeki Gótó Genkóhan (Kóhen) (宝石強盗現行犯(後編))                           | 2005. június 13.     |
| 403 | Fusigi na Tensi no Jakata (Zenpen) (不思議な天使の館(前編))                    | 2005. június 20.     |
| 404 | Fusigi na Tensi no Jakata (Kóhen) (不思議な天使の館(後編))                     | 2005. június 27.     |
| 405 | Kjúkjúsa vo Jobi ni Itta Otoko (救急車を呼びに行った男)                        | 2005. július 4.      |
| 406 | Conan Heidzsi no Szuiri Magic (Shikakehen) (コナン·平次の推理マジック(仕掛編)) | 2005. július 11.     |
| 407 | Conan Heidzsi no Szuiri Magic (Jakatahen) (コナン·平次の推理マジック(館編))    | 2005. július 18.     |
| 408 | Conan Heidzsi no Szuiri Magic (Kaikecuhen) (コナン·平次の推理マジック(解決編)) | 2005. augusztus 1.   |
| 409 | Dódzsi Sinkó Butai to Júkai (Zenpen) (同時進行舞台と誘拐(前編))                | 2005. augusztus 8.   |
| 410 | Dódzsi Sinkó Butai to Júkai (Kóhen) (同時進行舞台と誘拐(後編))                 | 2005. augusztus 15.  |
| 411 | Dzsindzsa Torí Bikkuri Angó (Zenpen) (神社鳥居ビックリ暗号(前編))              | 2005. augusztus 22.  |
| 412 | Dzsindzsa Torí Bikkuri Angó (Kóhen) (神社鳥居ビックリ暗号(後編))               | 2005. augusztus 29.  |
| 413 | Kanzen Hanbun Hanzai no Nazo (完全半分犯罪の謎)                                | 2005. szeptember 5.  |
| 414 | Aoi Tori vo Ó Tanteidan (青い鳥を追う探偵団)                                   | 2005. szeptember 12. |
| 415 | Bucumecu ni Deru Akurjó (Dzsikenhen) (仏滅に出る悪霊(事件編))                  | 2005. október 10.    |
| 416 | Bucumecu ni Deru Akurjó (Givakuhen) (仏滅に出る悪霊(疑惑編))                   | 2005. október 14.    |
| 417 | Bucumecu ni Deru Akurjó (Kaikecuhen) (仏滅に出る悪霊(解決編))                  | 2005. október 24.    |
| 418 | Beikacsó Grenier no Ie (米花町グルニエの家)                                    | 2005. október 31.    |
| 419 | Jamata Órocsi no Ken (Zenpen) (八岐大蛇の剣(前編))                             | 2005. november 7.    |
| 420 | Jamata Órocsi no Ken (Kóhen) (八岐大蛇の剣(後編))                              | 2005. november 14.   |
| 421 | Icsó Iro no Hacukoi (Zenpen) (イチョウ色の初恋(前編))                          | 2005. november 21.   |
| 422 | Icsó Iro no Hacukoi (Kóhen) (イチョウ色の初恋(後編))                           | 2005. november 28.   |
| 423 | Tantei-dan to Aomusi Jon-kjódai (探偵団と青虫4兄弟)                            | 2005. december 5.    |
| 424 | Piero kara no Sasin Mail (ピエロからの写真メール)                              | 2005. december 19.   |

### 2006
| #   | Epizód címe                                                                              | Első japán sugárzás  |
| --- | ---------------------------------------------------------------------------------------- | -------------------- |
| 425 | Black Impact! Szosiki no Te ga Todoku Sunkan (ブラックインパクト! 組織の手が届く瞬間)    | 2006. január 9.      |
| 426 | Ran heno Love Letter (蘭へのラブレター)                                                  | 2006. január 16.     |
| 427 | Csóhimicu no Cúgakuro (Zenpen) (超秘密の通学路(前編))                                    | 2006. január 23.     |
| 428 | Csóhimicu no Cúgakuro (Kóhen) (超秘密の通学路(後編))                                     | 2006. január 30.     |
| 429 | Mó Modorenai Futari (Zenpen) (もう戻れない二人(前編))                                    | 2006. február 6.     |
| 430 | Mó Modorenai Futari (Kóhen) (もう戻れない二人(後編))                                     | 2006. február 13.    |
| 431 | Honcsó no Keidzsi Koimonogatari 7 (Zenpen) (本庁の刑事恋物語7(前編))                     | 2006. február 20.    |
| 432 | Honcsó no Keidzsi Koimonogatari 7 (Kóhen) (本庁の刑事恋物語7(後編))                      | 2006. február 27.    |
| 433 | Conan Hen na Ko (コナン変な子)                                                           | 2006. március 6.     |
| 434 | Meiken Cool no Otegara (名犬クールのお手柄)                                              | 2006. március 10.    |
| 435 | Tantei-dan ni Csúme Suzai (Zenpen) (探偵団に注目取材(前編))                              | 2006. április 17.    |
| 436 | Tantei-dan ni Csúme Suzai (Kóhen) (探偵団に注目取材(後編))                               | 2006. április 24.    |
| 437 | Ueto Aja to Sinicsi Jonenmae no Jakuszoku (上戸彩と新一 4年前の約束)                     | 2006. május 8.       |
| 438 | Oszakana Mail no Cuiszeki (お魚メールの追跡)                                             | 2006. május 15.      |
| 439 | Szosite Daremo Inakunarebaí (そして誰もいなくなればいい)                                 | 2006. május 22.      |
| 440 | Kjokugen no Car Stunt (極限のカースタント)                                               | 2006. május 29.      |
| 441 | Szaigo no Án (最期のアーン)                                                              | 2006. június 5.      |
| 442 | Tekkocu ni Habamareta Otoko (鉄骨に阻まれた男)                                           | 2006. június 12.     |
| 443 | Tameiki Siohigari (Zenpen) (ため息潮干狩り(前編))                                        | 2006. június 26.     |
| 444 | Tameiki Siohigari (Kóhen) (ため息潮干狩り(後編))                                         | 2006. július 3.      |
| 445 | Russian Blue no Himicu (ロシアンブルーの秘密)                                            | 2006. július 10.     |
| 446 | Fúin-szareta Jószó (Zenpen) (封印された洋窓(前編))                                       | 2006. július 24.     |
| 447 | Fúin-szareta Jószó (Kóhen) (封印された洋窓(後編))                                        | 2006. július 31.     |
| 448 | Meguro no Szanma Dzsiken (目黒の秋刀魚事件)                                              | 2006. augusztus 14.  |
| 449 | Honcsó no Keidzsi Koimonogatari Icuvari no Wedding (本庁の刑事恋物語 偽りのウエディング) | 2006. augusztus 21.  |
| 450 | Trick vs Magic (Zenpen) (トリックvsマジック(前編))                                       | 2006. augusztus 28.  |
| 451 | Trick vs Magic (Kóhen) (トリックvsマジック(後編))                                        | 2006. szeptember 4.  |
| 452 | Konpira-za no Kaidzsin (こんぴら座の怪人)                                                | 2006. szeptember 11. |
| 453 | Innen to Júdzsó no Sisakai (因縁と友情の試写会)                                          | 2006. október 23.    |
| 454 | Hikkurikaetta Kecumacu (Zenpen) (ひっくり返った結末(前編))                               | 2006. október 30.    |
| 455 | Hikkurikaetta Kecumacu (Kóhen) (ひっくり返った結末(後編))                                | 2006. november 6.    |
| 456 | Ore ga Aisita Mystery (俺が愛したミステリー)                                             | 2006. november 13.   |
| 457 | Szonoko no Akai Handkerchief (Zenpen) (園子の赤いハンカチ(前編))                         | 2006. november 20.   |
| 458 | Szonoko no Akai Handkerchief (Kóhen) (園子の赤いハンカチ(後編))                          | 2006. november 27.   |
| 459 | Kaidzsin Gacsigacsi Kiszoku Otoko (怪人ガチガチ規則男)                                   | 2006. december 4.    |

### 2007
| #   | Epizód címe                                                                                       | Első japán sugárzás |
| --- | ------------------------------------------------------------------------------------------------- | ------------------- |
| 460 | Icsi-nen B-Gumi Daiszakuszen! (1年B組大作戦!)                                                     | 2007. január 15.    |
| 461 | Kieta Icsi Page (消えた1ページ)                                                                   | 2007. január 22.    |
| 462 | Kuro no Szosiki no Kage Oszanai Mokugekisa (黒の組織の影 幼い目撃者)                              | 2007. január 29.    |
| 463 | Kuro no Szosiki no Kage Kimjó na Sómei (黒の組織の影 奇妙な照明)                                  | 2007. február 5.    |
| 464 | Kuro no Szosiki no Kage Nazo no Kógaku Hósú (黒の組織の影 謎の高額報酬)                           | 2007. február 12.   |
| 465 | Kuro no Szosiki no Kage Sindzsu no Nagarebosi (黒の組織の影 真珠の流れ星)                         | 2007. február 19.   |
| 466 | Varenai Jukidaruma (Zenpen) (割れない雪だるま(前編))                                              | 2007. február 26.   |
| 467 | Varenai Jukidaruma (Kóhen) (割れない雪だるま(後編))                                               | 2007. március 5.    |
| 468 | Ike no Hotori no Kaidzsiken (池のほとりの怪事件)                                                  | 2007. március 12.   |
| 469 | Kaitó Kid to jon Meiga (Zenpen) (怪盗キッドと4名画(前編))                                         | 2007. április 16.   |
| 470 | Kaitó Kid to jon Meiga (Kóhen) (怪盗キッドと4名画(後編))                                          | 2007. április 23.   |
| 471 | Rental Car Szeigjo Funó (レンタカー制御不能)                                                      | 2007. május 7.      |
| 472 | Kudó Sinicsi Sónen no Bóken (Zenpen) (工藤新一少年の冒険(前編))                                   | 2007. május 14.     |
| 473 | Kudó Sinicsi Sónen no Bóken (Kóhen) (工藤新一少年の冒険(後編))                                    | 2007. május 21.     |
| 474 | Kiszaki Eri Bengosi no Koi (妃英理弁護士の恋)                                                     | 2007. június 4.     |
| 475 | Akún Grand Prix (悪運グランプリ)                                                                  | 2007. június 18.    |
| 476 | Genta no Hisszacu Shot (Zenpen) (元太の必殺シュート(前編))                                        | 2007. június 25.    |
| 477 | Genta no Hisszacu Shot (Kóhen) (元太の必殺シュート(後編))                                         | 2007. július 2.     |
| 478 | Real 30 Minutes (リアル30ミニッツ)                                                                | 2007. július 9.     |
| 479 | Hattori Heidzsi to no Mikkakan (服部平次との三日間)                                               | 2007. július 16.    |
| 480 | Kíroi Fuzai Sómei (黄色い不在証明)                                                                | 2007. július 23.    |
| 481 | Jamanba no Hamono (Zenpen) (山姥の刃物(前編))                                                     | 2007. július 30.    |
| 482 | Jamanba no Hamono (Kóhen) (山姥の刃物(後編))                                                      | 2007. augusztus 6.  |
| 483 | Kieta Omavariszan (消えたおまわりさん)                                                            | 2007. augusztus 13. |
| 484 | Kuroi Sasin no Jukue (Zenpen) (黒い写真の行方(前編))                                              | 2007. augusztus 20. |
| 485 | Kuroi Sasin no Jukue (Kóhen) (黒い写真の行方(後編))                                               | 2007. augusztus 27. |
| 486 | Migi Kara Hidari e Manekineko (右から左へ招き猫)                                                  | 2007. szeptember 3. |
| 487 | Honcsó no Keidzsi Koi Monogatari 8 Hidaride no Kuszurijubi (本庁の刑事恋物語8 左手の薬指)         | 2007. október 15.   |
| 488 | Televi-kjoku no Akuma (テレビ局の悪魔)                                                            | 2007. október 22.   |
| 489 | Hotei no Taikecu 3 Mokugekisa va Keiszacukan (法廷の対決Ⅲ 目撃者は検察官)                         | 2007. november 26.  |
| 490 | Hattori Heidzsi vs Kudó Sinicsi! Grand no Szuiri Taikecu (服部平次 vs 工藤新一ゲレンデの推理対決) | 2007. december 3.   |

### 2008
| #   | Epizód címe                                                               | Első japán sugárzás |
| --- | ------------------------------------------------------------------------- | ------------------- |
| 491 | Aka to Kuro no Clash Hattan (赤と黒のクラッシュ 発端)                     | 2008. január 14.    |
| 492 | Aka to Kuro no Clash Kecuen (赤と黒のクラッシュ 血縁)                     | 2008. január 21.    |
| 493 | Aka to Kuro no Clash Zekkjó (赤と黒のクラッシュ 絶叫)                     | 2008. január 28.    |
| 494 | Aka to Kuro no Clash Meido (赤と黒のクラッシュ 冥土)                      | 2008. február 4.    |
| 495 | Aka to Kuro no Clash Konszui (赤と黒のクラッシュ 昏睡)                    | 2008. február 11.   |
| 496 | Aka to Kuro no Clash Sinnjú (赤と黒のクラッシュ 侵入)                     | 2008. február 18.   |
| 497 | Aka to Kuro no Clash Kakuszei (赤と黒のクラッシュ 覚醒)                   | 2008. február 25.   |
| 498 | Aka to Kuro no Clash Kakuran (赤と黒のクラッシュ 攪乱)                    | 2008. március 3.    |
| 499 | Aka to Kuro no Clash Gisó (赤と黒のクラッシュ 偽装)                       | 2008. március 10.   |
| 500 | Aka to Kuro no Clash Juigon (赤と黒のクラッシュ 遺言)                     | 2008. március 17.   |
| 501 | Aka to Kuro no Clash Kengi (赤と黒のクラッシュ 嫌疑)                      | 2008. április 14.   |
| 502 | Aka to Kuro no Clash Keppaku (赤と黒のクラッシュ 潔白)                    | 2008. április 28.   |
| 503 | Aka to Kuro no Clash Kessi (赤と黒のクラッシュ 決死)                      | 2008. május 12.     |
| 504 | Aka to Kuro no Clash Dzsunsoku (赤と黒のクラッシュ 殉職)                  | 2008. május 19.     |
| 505 | Bengosi Kiszaki Eri no Sógen (Zenpen) (弁護士妃英理の証言(前編))          | 2008. június 16.    |
| 506 | Bengosi Kiszaki Eri no Sógen (Kóhen) (弁護士妃英理の証言(後編))           | 2008. június 23.    |
| 507 | Karaoke Box no Sikaku (Zenpen) (カラオケボックスの死角(前編))             | 2008. június 30.    |
| 508 | Karaoke Box no Sikaku (Kóhen) (カラオケボックスの死角(後編))              | 2008. július 7.     |
| 509 | Aka, Siro, Kíro, to Tanteidan (赤白黄色と探偵団)                          | 2008. július 14.    |
| 510 | Conan vs W Angó Mystery (コナンvs V 暗号ミステリー)                       | 2008. július 28.    |
| 511 | Szuiri Taikecu! Sinicsi vs. Okija Szubaru (推理対決!新一VS沖矢昴)         | 2008. augusztus 4.  |
| 512 | Kudaketa Horoscope (砕けたホロスコープ)                                   | 2008. augusztus 11. |
| 513 | Szacui va Kóhí no Kaori (Zenpen) (殺意はコーヒーの香り(前編))             | 2008. szeptember 1. |
| 514 | Szacui va Coffee no Kaori (Kóhen) (殺意はコーヒーの香り(後編))            | 2008. szeptember 8. |
| 515 | Kaitó Kid no Terepótéson Madzsikku (怪盗キッドの瞬間移動魔術)             | 2008. október 20.   |
| 516 | Fúrinkazan Meikjú no Joroimusa (風林火山 迷宮の鎧武者)                    | 2008. november 3.   |
| 517 | Fúrinkazan Kage to Raikó no Keccsaku (風林火山 陰と雷光の決着)            | 2008. november 10.  |
| 518 | Meidzsi Isin Mystery Tour (Tansakuhen) (明治維新ミステリーツアー(探索編)) | 2008. december 1.   |
| 519 | Meidzsi Isin Mystery Tour (Kaidokuhen) (明治維新ミステリーツアー(解読編)) | 2008. december 8.   |
| 520 | Wine Red no Kokuhacu (ワインレッドの告発)                                 | 2008. december 15.  |

### 2009
| #   | Epizód címe                                                                           | Első japán sugárzás  |
| --- | ------------------------------------------------------------------------------------- | -------------------- |
| 521 | Szacudzsinhan, Kudó Sinicsi (殺人犯、工藤新一)                                        | 2009. január 19.     |
| 522 | Sinicsi no Sótai ni Ran no Namida (新一の正体に蘭の涙)                                | 2009. január 26.     |
| 523 | Hontó ni Kikitai Koto (本当に聞きたいコト)                                            | 2009. február 2.     |
| 524 | Nikusimi no Aoi Hibana (Zenpen) (憎しみの青い火花(前編))                              | 2009. február 9.     |
| 525 | Nikusimi no Aoi Hibana (Kóhen) (憎しみの青い火花(後編))                               | 2009. február 16.    |
| 526 | Sinhannin Kara no Todokemono (真犯人からの届け物)                                     | 2009. február 23.    |
| 527 | Kamengeki ni Himeta Akui (仮面劇に秘めた悪意)                                         | 2009. március 2.     |
| 528 | Java Joku Nazo o Szeiszu (Zenpen) (柔よく謎を制す(前編))                              | 2009. március 9.     |
| 529 | Java Joku Nazo o Szeiszu (Kóhen) (柔よく謎を制す(後編))                               | 2009. március 16.    |
| 530 | Tosi Denszecu No Sótai (Zenpen) (都市伝説の正体(前編))                                | 2009. április 18.    |
| 531 | Tosi Denszecu No Sótai (Kóhen) (都市伝説の正体(後編))                                 | 2009. április 25.    |
| 532 | Hacukoi no Kizuato (初恋の傷跡)                                                       | 2009. május 2.       |
| 533 | Kako o Jobu Kizuato (過去を呼ぶ傷跡)                                                  | 2009. május 9.       |
| 534 | Arata na Kizuato to Kucsibue no Otoko (新たな傷跡と口笛の男)                          | 2009. május 16.      |
| 535 | Furuki Kizuato to Keidzsi no Tamasí (古き傷跡と刑事の魂)                              | 2009. május 23.      |
| 536 | Kie ta Meiga no Himicu (消えた名画の秘密)                                             | 2009. május 30.      |
| 537 | Kaitó Kid VS Szaikjó Kinko (Zenpen) (怪盗キッドVS最強金庫(前編))                      | 2009. június 13.     |
| 538 | Kaitó Kid VS Szaikjó Kinko (Kóhen) (怪盗キッドVS最強金庫(後編))                       | 2009. június 20.     |
| 539 | Orokamono e no Iszan (愚か者への遺産)                                                 | 2009. július 4.      |
| 540 | Móri Kogoró Tantei Haigjó no Hi (Zenpen) (毛利小五郎探偵廃業の日(前編))               | 2009. július 11.     |
| 541 | Móri Kogoró Tantei Haigjó no Hi (Kóhen) (毛利小五郎探偵廃業の日(後編))                | 2009. július 18.     |
| 542 | Szakana ga Kieru Ikkaku Iva (Zenpen) (魚が消える一角岩(前編))                         | 2009. július 25.     |
| 543 | Szakana ga Kieru Ikkaku Iva (Kóhen) (魚が消える一角岩(後編))                          | 2009. augusztus 1.   |
| 544 | Fukjóvaon o Kanaderu Te (不協和音を奏でる手)                                          | 2009. augusztus 8.   |
| 545 | Kiri ni Muszebu Madzso (Zenpen) (霧にむせぶ魔女(前編))                                | 2009. szeptember 5.  |
| 546 | Kiri ni Muszebu Madzso (Kóhen) (霧にむせぶ魔女(後編))                                 | 2009. szeptember 12. |
| 547 | Hannin to no Fucukakan (Icsinicsime) (犯人との二日間(一日目))                         | 2009. szeptember 19. |
| 548 | Hannin to no Fucukakan (Fucukame) (犯人との二日間(二日目))                            | 2009. szeptember 26. |
| 549 | Kaiten Szusi Mystery (Zenpen) (回転寿司ミステリー(前編))                              | 2009. október 3.     |
| 550 | Kaiten Szusi Mystery (Kóhen) (回転寿司ミステリー(後編))                               | 2009. október 10.    |
| 551 | Hannin ha Genta no Tócsan (Zenpen) (犯人は元太の父ちゃん(前編))                       | 2009. október 17.    |
| 552 | Hannin ha Genta no Tócsan (Kóhen) (犯人は元太の父ちゃん(後編))                        | 2009. október 24.    |
| 553 | The・Torisirabesicu (ザ・取調室)                                                      | 2009. október 31.    |
| 554 | Kónotori Mystery Tour (Ran szószaku hen) (こうのとりミステリーツアー(蘭捜索編))       | 2009. november 7.    |
| 555 | Kónotori Mystery Tour (Harjóna Cuiszeki Hen) (こうのとりミステリーツアー(陽菜追跡編)) | 2009. november 14.   |
| 556 | Kjófu no Kószaten (恐怖の交差点)                                                      | 2009. november 21.   |
| 557 | Kiken na Futari Cure (危険な二人連れ)                                                 | 2009. november 28.   |
| 558 | Sibó no Jakata、Akai Kabe (Szankonorei) (死亡の館、赤い壁 (三顧の礼))                 | 2009. december 5.    |
| 559 | Sibó no Jakata 、Akai Kabe (Sócsú no Mono) (死亡の館、赤い壁 (掌中の物))              | 2009. december 12.   |
| 560 | Sibó no Jakata 、Akai Kabe (Siseru Kómei) (死亡の館、赤い壁 (死せる孔明))             | 2009. december 19.   |
| 561 | Sibó no Jakata 、Akai Kabe (Szoradzsó no Kei) (死亡の館、赤い壁 (空城の計))           | 2009. december 26.   |

### 2010
| #   | Epizód címe                                                                          | Első japán sugárzás  |
| --- | ------------------------------------------------------------------------------------ | -------------------- |
| 562 | Reinbo Kara no Júkai (虹色の誘拐)                                                    | 2010. január 16.     |
| 563 | Tanteidan VS Gótódan (Szózen) (探偵団ＶＳ強盗団 (騒然))                              | 2010. január 23.     |
| 564 | Tanteidan VS Gótódan (Csinmoku) (探偵団ＶＳ強盗団 (沈黙))                            | 2010. január 30.     |
| 565 | Mite nai Mokugekisa (見てない目撃者)                                                 | 2010. február 6.     |
| 566 | Aibó va Santa-szan (相棒はサンタさん)                                                | 2010. február 27.    |
| 567 | Rotenburo ni Furu Szacui (露天風呂に降る殺意)                                        | 2010. március 6.     |
| 568 | Siratori-keibu Szakura no Omoide (Zenpen) (白鳥警部、桜の思い出(前編))               | 2010. március 13.    |
| 569 | Siratori-keibu Szakura no Omoide (Kóhen) (白鳥警部、桜の思い出(後編))                | 2010. március 20.    |
| 570 | Rissó Kakuricu Zero no Hanzai (立証確率ゼロの犯罪)                                   | 2010. március 27.    |
| 571 | Mononoke Kura deo takara Battle (Zenpen) (もののけ倉でお宝バトル(前編))              | 2010. május 1.       |
| 572 | Mononoke Kura deo Takara Battle (Kóhen) (もののけ倉でお宝バトル(後編))               | 2010. május 8.       |
| 573 | Hazukasí Omamori no Jukae (Zenpen) (恥ずかしいお守りの行方(前編))                    | 2010. május 15.      |
| 574 | Hazukasí Omamori no Jukae (Kóhen) (恥ずかしいお守りの行方(後編))                     | 2010. május 22.      |
| 575 | Kuroki Dress no Alibi (Zenpen) (黒きドレスのアリバイ(前編))                          | 2010. május 29.      |
| 576 | Kuroki Dress no Alibi (Kóhen) (黒きドレスのアリバイ(後編))                           | 2010. június 5.      |
| 577 | Hotaru ga Tomosi ta Sindzsicu (ホタルが灯した真実)                                   | 2010. június 19.     |
| 578 | Kiki Jobu Akai Ómen (危機呼ぶ赤い前兆)                                               | 2010. június 26.     |
| 579 | Kuroki Dzsú-szan no Szadzseszuto (黒き13の暗示)                                      | 2010. július 3.      |
| 580 | Szemaru Kuro no Taimurimitto (迫る黒の刻限)                                          | 2010. július 10.     |
| 581 | Akaku Jureru Tágetto (赤く揺れる照準)                                                | 2010. július 17.     |
| 582 | Zombie ga Sin da Joru (ゾンビが死んだ夜)                                             | 2010. július 24.     |
| 583 | Kobajasi-szenszei no Koi (小林先生の恋)                                              | 2010. augusztus 14.  |
| 584 | Siratori-keibu no Sicuren (白鳥警部の失恋)                                           | 2010. augusztus 21.  |
| 585 | Toki vo Koeru Szakura no Koi (時を超える桜の恋)                                      | 2010. augusztus 28.  |
| 586 | Jami ni Kie ta Kirin no Cuno (闇に消えた麒麟の角)                                    | 2010. szeptember 4.  |
| 587 | Kiddo vs Sidzsin Tantei Dan (キッドＶＳ四神探偵団)                                   | 2010. szeptember 11. |
| 588 | Okudzsou Nouen no Vana (屋上農園の罠)                                                | 2010. szeptember 18. |
| 589 | Szaiaku na Birthday (Zenpen) (最悪な誕生日(前編))                                    | 2010. szeptember 25. |
| 590 | Szaiaku na Birthday (Kóhen) (最悪な誕生日(後編))                                     | 2010. október 2.     |
| 591 | Szuizokukan no aru Ie (水族館のある家)                                               | 2010. október 16.    |
| 592 | Szaru to Kumade no tori Bucudzsou (Zenpen) (猿と熊手のトリ物帖(前編))                | 2010. október 23.    |
| 593 | Szaru to Kumade no tori Bucudzsou (Kóhen) (猿と熊手のトリ物帖(後編))                 | 2010. október 30.    |
| 594 | Hirosima Mijadzsima Nanafusigi cuá (Mijadzsima hen) (広島宮島七不思議ツアー(宮島編)) | 2010. november 6.    |
| 595 | Hirosima Mijadzsima Nanafusigi cuá (Hirosima hen) (広島宮島七不思議ツアー(広島編))   | 2010. november 13.   |
| 596 | Tenraku no Aribai (転落のアリバイ)                                                   | 2010. november 20.   |
| 597 | Jukemuri Missicu no Sinario (Zenpen) (湯煙密室のシナリオ(前編))                      | 2010. november 27.   |
| 598 | Jukemuri Missicu no Sinario (Kóhen) (湯煙密室のシナリオ(後編))                       | 2010. december 4.    |
| 599 | Szeiginomikata (セイギノミカタ)                                                      | 2010. december 11.   |
| 600 | Kappa ga mi ta Jume (Zenpen) (河童が見た夢(前編))                                    | 2010. december 18.   |
| 601 | Kappa ga mi ta Jume (Kóhen) (河童が見た夢(後編))                                     | 2010. december 25.   |

### 2011
| #   | Epizód címe | Első japán sugárzás  |
| --- | --- | -------------------- |
| 602 | Teniszu Kóto ni Hiszomu Akuma (テニスコートに潜む悪魔)                                                          | 2011. január 8.      |
| 603 | Kourei Kai W Missicu Dzsiken (Daiicsi no Missicu) (降霊会Ｗ密室事件（第一の密室）)                              | 2011. január 29.     |
| 604 | Kourei Kai W Missicu Dzsiken (Daini no Missicu) (降霊会Ｗ密室事件（第二の密室）)                                | 2011. február 5.     |
| 605 | Kourei Kai W Missicu Dzsiken (Missicu Kaihó) (降霊会Ｗ密室事件（密室開放）)                                     | 2011. február 12.    |
| 606 | Hótei no Taikecu IV Szaibanin Kobajasi Szumiko (Zenpen) (法廷の対決IV裁判員小林澄子（前編）)                    | 2011. február 19.    |
| 607 | Hótei no Taikecu IV Szaibanin Kobajasi Szumiko (Kóhen) (法廷の対決IV裁判員小林澄子（後編）)                     | 2011. február 26.    |
| 608 | Uragiri no White Day (Zenpen) (裏切りのホワイトデー（前編）)                                                    | 2011. március 5.     |
| 609 | Uragiri no White Day (Kóhen) (裏切りのホワイトデー（後編）)                                                     | 2011. március 19.    |
| 610 | Higaisa va Kudó Sinicsi (被害者はクドウシンイチ)                                                                | 2011. április 9.     |
| 611 | Inubusi Siro Honoo no Mainu (Onibi no Akira) (犬伏城 炎の魔犬（鬼火の章）)                                      | 2011. április 16.    |
| 612 | Inubusi Siro Honoo no Mainu (Asiato no Akira) (犬伏城 炎の魔犬（足跡の章）)                                     | 2011. április 23.    |
| 613 | Inubusi Siro Honoo no Mainu (Hime no Akira) (犬伏城 炎の魔犬（姫の章）)                                         | 2011. április 30.    |
| 614 | Nikki ga Kanaderu Himicu (Zenpen) (日記が奏でる秘密（前編）)                                                    | 2011. május 7.       |
| 615 | Nikki ga Kanaderu Himicu (Kóhen) (日記が奏でる秘密（後編）)                                                     | 2011. május 14.      |
| 616 | Holmes no Mokusiroku (Meitantei <Holmes> no Desi) (ホームズの黙示録（名探偵〈ホームズ〉の弟子）)                | 2011. május 21.      |
| 617 | Holmes no Mokusiroku (Love is 0 <Zero>) (ホームズの黙示録（Love is 0〈ゼロ〉）)                                 | 2011. május 28.      |
| 618 | Holmes no Mokusiroku (Szatan) (ホームズの黙示録（サタン）)                                                      | 2011. június 4.      |
| 619 | Holmes no Mokusiroku (Code Break) (ホームズの黙示録（Code break）)                                              | 2011. június 11.     |
| 620 | Holmes no Mokusiroku (Siba no Dzsoó <Grass Court Queen>) (ホームズの黙示録（芝の女王〈グラスコートクイーン〉）) | 2011. június 18.     |
| 621 | Holmes no Mokusiroku (0 <Zero> is Start) (ホームズの黙示録（0〈ゼロ〉is Start）)                                | 2011. június 25.     |
| 622 | Kinkjú Dzsitai 252 (Zenpen) (緊急事態252（前編）)                                                               | 2011. július 2.      |
| 623 | Kinkjú Dzsitai 252 (Kóhen) (緊急事態252（後編）)                                                                | 2011. július 9.      |
| 624 | Hacukoi no Video Letter (初恋のビデオレター)                                                                    | 2011. július 16.     |
| 625 | Zekkjó Sudzsucusicu <Operating Room> (Zenpen) (絶叫の手術室〈オペルーム〉（前編）)                              | 2011. július 23.     |
| 626 | Zekkjó Sudzsucusicu <Operating Room> (Kóhen) (絶叫の手術室（オペルーム）（後編）)                               | 2011. július 30.     |
| 627 | Conan Kid no Rjóma Otakara Kóbó-szen (Zenpen) (コナンキッドの龍馬お宝攻防戦（前編）)                            | 2011. augusztus 20.  |
| 628 | Conan Kid no Rjóma Otakara Kóbó-szen (Kóhen) (コナンキッドの龍馬お宝攻防戦（後編）)                             | 2011. augusztus 27.  |
| 629 | Promo Video Szacuei Dzsiken (Zenpen) (プロモビデオ撮影事件（前編）)                                             | 2011. szeptember 3.  |
| 630 | Promo Video Szacuei Dzsiken (Kóhen) (プロモビデオ撮影事件（後編）)                                              | 2011. szeptember 10. |
| 631 | Hana Tokei va Sitte Ita (花時計は知っていた)                                                                    | 2011. szeptember 17. |
| 632 | Toki no Bannin no Jaiba (Zenpen) (時の番人の刃（前編）)                                                         | 2011. október 1.     |
| 633 | Toki no Bannin no Jaiba (Kóhen) (時の番人の刃（後編）)                                                          | 2011. október 8.     |
| 634 | Hankó Genba va Geki Szema Ten (犯行現場は激セマ店)                                                              | 2011. október 15.    |
| 635 | Diet ni Go Jódzsin (ダイエットにご用心)                                                                         | 2011. október 15.    |

## OVA epizódlista

### Sónen Sunday
| #  | Epizód címe | Első japán sugárzás |
| -- | --- | ------------------- |
| 1  | Conan vs Kid vs Jaiba Conan tai Kid tai Yaiba Hótó Szódacu Daikesszen!! (コナンvsキッドvsヤイバ 宝刀争奪大決戦!!)                                                           | 2000                |
| 2  | A 16 gyanúsitott Dzsúrokunin no Jógisa!? (16人の容疑者!?) | 2002                |
| 3  | Conan, Heiji és az elveszett fiú Conan to Heidzsi to Kieta Sónen (コナンと平次と消えた少年)                                                                                 | 2003                |
| 4  | Conan, Kid és a Crystal Mother Conan to Kid to Crystal Mother (コナンとキッドとクリスタル·マザー)                                                                           | 2004                |
| 5  | A célpont: Kogoro! A Detektív Banda titkos nyomozása Hjóteki va Móri Kogoró!! Sónen Tanteidan Maruhi Csósza (標的は毛利小五郎!!少年探偵団マル秘調査)                        | 2005                |
| 6  | Kövesd az eltűnt gyémántot! Conan és Heiji kontra Kid ' Kieta Diamond o Oe! Conan, Heidzsi vs Kid (消えたダイヤを追え!コナン·平次vsキッド)                                  | 2006                |
| 7  | Kihívás Agasa professzortól! Agasa kontra Conan és a Detektív Banda Agasza Kara noCsószendzsó! Agasza vs. Conan & Sónen Tanteidan (笠からの挑戦状!阿笠vsコナン &少年探偵団) | 2007                |
| 8  | A diáknyomozó lány, Sonoko Suzuki, aktái Dzsosi Kószein Tantei Szuzuki Szonoko no Dzsikenbo (女子高生探偵 鈴木園子の事件簿)                                                 | 2008                |
| 9  | Idegen 10 évvel később 10nen go no i Hódzsin (10年後の異邦人) | 2009                |
| 10 | Kaito Kid a csapda szigetén Kid in Trap Island | 2010                |
| 11 | London Kara no hi Sirei (ロンドンからの秘指令) | 2011                |

### Magic Files
| # | Epizód címe | Első japán sugárzás |
| - | --- | ------------------- |
| 1 | Meitantei Conan Magic File (名探偵コナン Magic File)                                                                                              | 2007. április 11.   |
| 2 | Meitantei Conan Magic File 2 ～Kudó Sinicsi Nazo no Kabe to Kuro Lab Dzsiken (名探偵コナンMagic File 2 ～工藤新一 謎の壁と黒ラブ事件～)           | 2008. április 19.   |
| 3 | Meitantei Conan Magic File 3 ～Sinicsi to Ran・Mádzsan Pai to Tanabata no Omoide～ (名探偵コナン Magic File 3 ～新一と蘭・麻雀牌と七夕の思い出～) | 2009. április 18.   |
| 4 | Meitantei Conan Magic File 4 ～Oszaka Okonomijaki Odyssey (名探偵コナン Magic File 4 ～大阪お好み焼きオデッセイ～)                                | 2010. április 17.   |
| 5 | Meitantei Conan Magic File 2011 ～Niigata ~ Tokyo Omijage Kapuricsio～ (名探偵コナン Magic File 2011 ～新潟～東京 おみやげ狂騒曲～)               | 2011. április 16.   |

### Phantom Thief Kid specials
| # | Epizód címe | Első japán sugárzás  |
| - | --- | -------------------- |
| 1 | Meitantei Conan Special 「Kaitó Kid Tandzsó no Himicu」 (名探偵コナンスペシャル 「怪盗キッド誕生の秘密」)                                             | 2010. április 24.    |
| 2 | Meitantei Conan Special Nacu no Kaitó Kid Macuri 「Kaitó Kid no Iszogasii Déto」 (名探偵コナン 夏の怪盗キッド祭り 「怪盗キッドの忙しいデート」)       | 2011. augusztus 6.   |
| 3 | Meitantei Conan Special Nacu no Kaitó Kid Macuri 「Ódzso-szama va Madzsikku ga o Szuki」 (名探偵コナン 夏の怪盗キッド祭 「王女様はマジックがお好き」) | 2011. augusztus 13.  |
| 4 | Meitantei Conan Special Nacu no Kaitó Kid Macuri 「Madzso va Namida o Koboszanai」 (名探偵コナン 夏の怪盗キッド祭 「魔女は涙をこぼさない」)           | 2011. szeptember 24. |

## Mozifilmek
1997 óta minden áprilisban megjelenik egy mozifilm. Ezek nem a manga történetét dolgozzák fel, hanem saját történetük van.
| #  | Epizód címe | Első japán sugárzás |
| -- | --- | ------------------- |
| 1  | Conan, a detektív:Időzített bomba a felhőkarcolóban Meitantei Conan: Tokei-dzsikake no matenró (名探偵コナン 時計じかけの摩天楼) | 1997. április 19.   |
| 2  | Meitantei Conan Dzsújon banme no Tagetto (名探偵コナン 14番目の標的)                                                             | 1998. április 18.   |
| 3  | Meitantei Conan Szeikimacu no Madzsucusi (名探偵コナン 世紀末の魔術師)                                                           | 1999. április 17.   |
| 4  | Meitantei Conan Hitomi no Naka no Anszacusa (名探偵コナン 瞳の中の暗殺者)                                                        | 2000. április 22.   |
| 5  | Meitantei Conan Tengoku e no kauntodaun (名探偵コナン 天国へのカウントダウン)                                                    | 2001. április 21.   |
| 6  | Meitantei Conan Beiká Szutoríto no Bórei (名探偵コナン ベイカー街の亡霊)                                                         | 2002. április 20.   |
| 7  | Meitantei Conan Meikjú no Kuroszuródo (名探偵コナン 迷宮の十字路)                                                                | 2003. április 19.   |
| 8  | Meitantei Conan Gin-joku no Madzsisan (名探偵コナン 銀翼の奇術師)                                                                | 2004. április 17.   |
| 9  | Meitantei Conan Szuiheiszendzsó no Szutoratedzsí (名探偵コナン 水平線上の陰謀)                                                   | 2005. április 19.   |
| 10 | Meitantei Conan Tantei-tacsi no Rekuiemu (名探偵コナン 探偵たちの鎮魂歌)                                                         | 2006. április 15.   |
| 11 | Meitantei Conan Konpeki no Dzsorí Rodzsá (名探偵コナン 紺碧の棺)                                                                 | 2007. április 27.   |
| 12 | Meitantei Conan Szenricu no Furu Szukoa (名探偵コナン 戦慄の楽譜)                                                                | 2008. február 20.   |
| 13 | Meitantei Conan Sikkoku no Cseisá (名探偵コナン 漆黒の追跡者)                                                                    | 2009. április 18.   |
| 14 | Meitantei Conan Tenkú no Roszuto Sippu (名探偵コナン 天空の難破船)                                                               | 2010. április 17.   |
| 15 | Meitantei Conan Csinmoku no Kuótá (名探偵コナン 沈黙の15分)                                                                      | 2011. április 16.   |
| 16 | Meitantei Conan Dzsúicsininme no Szutoraiká (名探偵コナン 11人目のストライカー)                                                  | 2012. április 14.   |
| 17 | Meitantei Conan Dzekkai no Puraibéto Ai (名探偵コナン 絶海の探偵)                                                                | 2013. április 20.   |
| 18 | Meitantei Conan Idzsigen no Szunaipá (名探偵コナン 異次元の狙撃手)                                                               | 2014. április 19.   |

## TV-s különkiadás
| # | Epizód címe                                                    | Első japán sugárzás |
| - | -------------------------------------------------------------- | ------------------- |
| 1 | Lupin Szanszei vs Meitantei Conan (ルパン三世 vs 名探偵コナン) | 2009. március 27.   |

## Élőszereplős TV-filmek
| # | Epizód címe                                                                                   | Első japán sugárzás |
| - | --------------------------------------------------------------------------------------------- | ------------------- |
| 1 | Meitantei Conan: Kudó Sinicsi he no Csoszendzso (名探偵コナン- 工藤新一への挑戦状)            | 2006. október 2.    |
| 2 | Kudó Sinicsi no Fukkacu! Kuro no Szosiki to no Taikecu (工藤新一の復活！～黒の組織との対決)   | 2007. december 17.  |
| 3 | Kudó Sinicsi he no Csoszendzso: Kaitori Denszecu no Nazo (工藤新一への挑戦状～怪鳥伝説の謎～) | 2011. április 15.   |